# 1951
| [ Edytuj tabelę ]                                                | |
| Prezydent Polski                                                 | - 1947 Bolesław Bierut 1952 |
| Premier Polski                                                   | - 1947 Józef Cyrankiewicz 1952 |
| Prezydent Polski na uchodźstwie                                  | - 1947 August Zaleski 1972 |
| Premier rządu RP na uchodźstwie                                  | - 1950 Roman Odzierzyński 1953 |
| Król Afganistanu                                                 | - 1933 Mohammad Zaher Szah 1973 |
| Premier Afganistanu                                              | - 1946 Szah Mahmud Chan 1953 |
| Przywódca Albanii                                                | - 1944 Enver Hoxha 1985 |
| Premier Albanii                                                  | - 1944 Enver Hoxha 1954 |
| Współksiążęta Andory                                             | - 1943 Ramón Iglesias i Navarri 1969 - 1946 Vincent Auriol 1954 |
| Król Arabii Saudyjskiej                                          | - 1932 Abd al-Aziz ibn Su’ud 1953 |
| Prezydent Argentyny                                              | - 1946 płk. Juan Perón 1955 |
| Premier Australii                                                | - 1949 Robert Menzies 1966 |
| Prezydent Austrii                                                | - 1950 Leopold Figl (p.o) 1951 - 1951 Theodor Körner 1957 |
| Kanclerz Austrii                                                 | - 1945 Leopold Figl 1953 |
| Prezydent Birmy                                                  | - 1948 Sao Shwe Thaik 1952 |
| Premier Birmy                                                    | - 1948 U Nu 1956 |
| Król Belgów                                                      | - 1934 Leopold III 1951 - 1951 Baudouin 1993 |
| Premier Belgii                                                   | - 1950 Joseph Pholien 1952 |
| Król Bhutanu                                                     | - 1926 Jigme Wangchuck 1952 |
| Prezydent Boliwii                                                | - 1949 Mamerto Urriolagoitia 1951 - 1951 Hugo Ballivián Rojas 1952 |
| Prezydent Brazylii                                               | - 1946 Eurico Gaspar Dutra 1951 - 1951 Getúlio Vargas 1954 |
| Sułtan Brunei                                                    | - 1950 Omar Ali Saifuddien III 1967 |
| Przywódca Bułgarii                                               | - 1949 Wyłko Czerwenkow 1954 |
| Premier Bułgarii                                                 | - 1950 Wyłko Czerwenkow 1956 |
| Prezydent Chile                                                  | - 1946 Gabriel González Videla 1952 |
| Przewodniczący ChRL                                              | - 1949 Mao Zedong 1959 |
| Premier Chin                                                     | - 1949 Zhou Enlai 1976 |
| Prezydent Czechosłowacji                                         | - 1948 Klement Gottwald 1953 |
| Premier Czechosłowacji                                           | - 1948 Antonín Zápotocký 1953 |
| Król Danii                                                       | - 1947 Fryderyk IX 1972 |
| Premier Danii                                                    | - 1950 Erik Eriksen 1953 |
| Dalajlama                                                        | - 1940 Tenzin Gjaco |
| Prezydent Dominikany                                             | - 1942 Rafael Trujillo 1952 |
| Władca Egiptu                                                    | - 1936 Faruk I 1952 |
| Premier Egiptu                                                   | - 1950 Mustafa an-Nahhas 1952 |
| Prezydent Ekwadoru                                               | - 1948 Galo Plaza Lasso 1952 |
| Cesarz Etiopii                                                   | - 1941 Hajle Syllasje 1974 |
| Premier Etiopii                                                  | - 1942 Mekonnyn Yndalkaczeu 1957 |
| Prezydent Filipin                                                | - 1948 Elpidio Quirino 1953 |
| Prezydent Finlandii                                              | - 1946 Juho Paasikivi 1956 |
| Premier Finlandii                                                | - 1950 Urho Kekkonen 1953 |
| Prezydent Francji                                                | - 1947 Vincent Auriol 1954 |
| Premier Francji                                                  | - 1950 René Pleven 1951 - 1951 Henri Queuille 1951 - 1951 René Pleven 1952                                                                                                |
| Król Grecji                                                      | - 1947 Paweł I 1964 |
| Premier Grecji                                                   | - 1950 Sofoklis Wenizelos 1951 - 1951 Nikolaos Plastiras 1952 |
| Prezydent Gwatemali                                              | - 1945 Juan José Arévalo Bermejo 1951 - 1951 Jacobo Arbenz Guzmán 1954 |
| Prezydent Haiti                                                  | - 1950 Paul Magloire 1956 |
| Regent Hiszpanii                                                 | - 1947 Francisco Franco 1975 |
| Premier Hiszpanii                                                | - 1939 Francisco Franco 1973 |
| Król Holandii                                                    | - 1948 Juliana 1980 |
| Premier Holandii                                                 | - 1948 Willem Drees 1958 |
| Prezydent Hondurasu                                              | - 1949 Juan Manuel Gálvez Durón 1954 |
| Szach Iranu                                                      | - 1941 Mohammad Reza Pahlawi 1979 |
| Premier Iranu                                                    | - 1950 Hadż Ali Razmara 1951 - 1951 Hosejn Ala 1951 - 1951 Mohammad Mosaddegh 1952                                                                                        |
| Prezydent Indii                                                  | - 1950 Rajendra Prasad 1962 |
| Premier Indii                                                    | - 1947 Jawaharlal Nehru 1964 |
| Prezydent Indonezji                                              | - 1945 Sukarno 1967 |
| Prezydent Irlandii                                               | - 1945 Seán O’Kelly 1959 |
| Premier Irlandii                                                 | - 1948 John A. Costello 1951 - 1951 Éamon de Valera 1954 |
| Prezydent Islandii                                               | - 1944 Sveinn Björnsson 1952 |
| Premier Islandii                                                 | - 1950 Steingrímur Steinþórsson 1953 |
| Prezydent Izraela                                                | - 1948 Chaim Weizman 1952 |
| Premier Izraela                                                  | - 1948 Dawid Ben Gurion 1954 |
| Cesarz Japonii                                                   | - 1926 Hirohito 1989 |
| Premier Japonii                                                  | - 1948 Shigeru Yoshida 1954 |
| Król Jordanii                                                    | - 1949 Abd Allah I 1951 - 1951 Talal 1952 |
| Premier Jordanii                                                 | - 1950 Samir ar-Rifa’i 1951 - 1951 Taufik Abu al-Huda 1953 |
| Prezydent Jugosławii                                             | - 1945 Ivan Ribar 1953 |
| Premier Jugosławii                                               | - 1945 Josip Broz Tito 1963 |
| Premier Kanady                                                   | - 1948 Louis St. Laurent 1957 |
| Prezydent Kolumbii                                               | - 1950 Laureano Eleuterio Gómez Castro 1951 - 1951 Roberto Udarneta Arbeláez 1953                                                                                         |
| Patriarcha Konstantynopola                                       | - 1948 Atenagoras I 1972 |
| Prezydent Korei Południowej                                      | - 1948 Rhee Syng-man 1960 |
| Premier Korei Południowej                                        | - 1950 Chang Myon 1952 - 1951 Ho Chong (p.o.) 1952 |
| Premier KRLD                                                     | - 1948 Kim Il Sŏng 1972 |
| Prezydent Kostaryki                                              | - 1949 Otilio Ulate Blanco 1953 |
| Prezydent Kuby                                                   | - 1948 Carlos Prío Socarrás 1952 |
| Premier Kuby                                                     | - 1950 Félix Lancís Sánchez 1951 - 1951 Óscar B. Gans 1952 |
| Król Laosu                                                       | - 1946 Sisavang Vong 1959 |
| Prezydent Libanu                                                 | - 1943 Biszara al-Churi 1952 |
| Premier Libanu                                                   | - 1946 Rijad as-Sulh 1951 - 1951 Hussajn Oueini 1951 - 1951 Abd Allah al-Jafi 1952                                                                                        |
| Prezydent Liberii                                                | - 1944 William Tubman 1971 |
| Król Libii                                                       | - 1951 Idris I 1969 |
| Premier Libii                                                    | - 1951 Mahmud al-Muntasir 1954 |
| Książę Liechtensteinu                                            | - 1938 Franciszek Józef II 1989 |
| Premier Liechtensteinu                                           | - 1945 Alexander Frick 1962 |
| Premier Litwyna emigracji                                        | - 1940 Stasys Lozoraitis 1983 |
| Wielki książę Luksemburga                                        | - 1919 Szarlotta 1964 |
| Premier Luksemburga                                              | - 1937 Pierre Dupong 1953 |
| Premier Malty                                                    | - 1950 George Borg Olivier 1955 |
| Sułtan Maroka                                                    | - 1927 Muhammad V 1953 |
| Prezydent Meksyku                                                | - 1946 Miguel Alemán Valdés 1952 |
| Książę Monako                                                    | - 1949 Rainier III 2005 |
| Minister stanu Monako                                            | - 1950 Pierre Voizard 1953 |
| Przewodniczący Prezydium Małego Churału Państwowego Mongolii     | - 1940 Gonczigijn Bumcend 1951 |
| Przewodniczący Prezydium Wielkiego Churału Państwowego Mongolii  | - 1951 Gonczigijn Bumcend 1953 |
| Premier Mongolii                                                 | - 1939 Chorlogijn Czojbalsan 1952 |
| Król Nepalu                                                      | - 1950 Gyanendra 1951 - 1951 Tribhuvan 1955 |
| Premier Nepalu                                                   | - 1948 Mohan Shumsher Jang Bahadur Rana 1951 - 1951 Matrika Prasad Koirala 1952                                                                                           |
| Prezydent Niemiec                                                | - 1949 Theodor Heuss 1959 |
| Kanclerz Niemiec                                                 | - 1949 Konrad Adenauer 1963 |
| Prezydent Nikaragui                                              | - 1950 Anastasio Somoza García 1956 |
| Król Norwegii                                                    | - 1905 Haakon VII 1957 |
| Premier Norwegii                                                 | - 1945 Einar Gerhardsen 1951 - 1951 Oscar Torp 1955 |
| Premier Nowej Zelandii                                           | - 1949 Sidney Holland 1957 |
| Prezydent NRD                                                    | - 1949 Wilhelm Pieck 1960 |
| Premier NRD                                                      | - 1949 Otto Grotewohl 1964 |
| Sułtan Omanu                                                     | - 1932 Sa’id ibn Tajmur 1970 |
| Sekretarz generalny ONZ                                          | - 1946 Trygve Lie (Norwegia) 1952 |
| Król Pakistanu (tytularny)                                       | - 1947 Jerzy VI Windsor 1952 |
| Premier Pakistanu                                                | - 1947 Liaquat Ali Khan 1951 - 1951 Khawaja Nazimuddin 1953 |
| Prezydent Panamy                                                 | - 1949 Arnulfo Arias Madrid 1951 - 1951 Alcibíades Arosemena 1952 |
| Papież                                                           | - 1939 Pius XII 1958 |
| Prezydent Paragwaju                                              | - 1949 Federico Chaves 1954 |
| Prezydent Peru                                                   | - 1948 Manuel A. Odría 1956 |
| Premier Południowej Afryki                                       | - 1948 Daniel Malan 1954 |
| Prezydent Portugalii                                             | - 1926 António Óscar de Fragoso Carmona 1951 - 1951 Francisco Craveiro Lopes 1958                                                                                         |
| Premier Portugalii                                               | - 1932 António de Oliveira Salazar 1968 |
| Sekretarz generalny Rady Europy                                  | - 1949 Jacques Camille Paris (Francja) 1953 |
| Prezydent Rumunii                                                | - 1948 Constantin Parhon 1952 |
| Premier Rumunii                                                  | - 1945 Petru Groza 1952 |
| Prezydent Salwadoru                                              | - 1950 Óscar Osorio 1956 |
| Kapitanowie regenci San Marino                                   | - 1950 Marino Della Balda Luigi Montironi 1951 - 1951 Alvaro Casali Romolo Giacomini 1951 - 1951 Domenico Forcellini Giovanni Terenzi 1952                                |
| Sekretarz Stanu do spraw Politycznych i Zagranicznych San Marino | - 1945 Gino Giacomini 1957 |
| Premier Sri Lanki                                                | - 1948 Don Stephen Senanayake 1952 |
| Prezydent Syrii                                                  | - 1949 Haszim al-Atasi 1951 - 1951 Adib asz-Sziszakli (p.o.) 1951 - 1951 Fauzi as-Silu 1953                                                                               |
| Premier Syrii                                                    | - 1950 Nazim al-Kudsi 1951 - 1951 Chalid al-Azm 1951 - 1951 Hasan al-Hakim 1951 - 1951 Zaki al-Chatib (p.o.) 1951 - 1951 Maruf ad-Dawalibi 1951 - 1951 Fauzi as-Silu 1953 |
| Prezydent Szwajcarii                                             | - 1951 Eduard von Steiger 1951 |
| Król Szwecji                                                     | - 1950 Gustaw VI Adolf 1973 |
| Premier Szwecji                                                  | - 1946 Tage Erlander 1969 |
| Król Tajlandii                                                   | - 1946 Bhumibol Adulyadej 2016 |
| Premier Tajlandii                                                | - 1948 Plaek Pibulsongkram 1957 |
| Prezydent Tajwanu                                                | - 1950 Czang Kaj-szek 1975 |
| Król Tonga                                                       | - 1918 Salote Tupou III 1965 |
| Premier Tonga                                                    | - 1949 Taufaʻahau Tupou IV 1965 |
| Prezydent Turcji                                                 | - 1950 Celâl Bayar 1960 |
| Premier Turcji                                                   | - 1950 Adnan Menderes 1960 |
| Prezydent Urugwaju                                               | - 1947 Luis Batlle Berres 1951 - 1951 Andres Martínez Trueba (p.o.) 1955                                                                                                  |
| Prezydent USA                                                    | - 1945 Harry Truman 1953 |
| Prezydent Wenezueli                                              | - 1950 Germán Suárez Flamerich 1952 |
| Prezydent Węgier                                                 | - 1950 Sándor Rónai 1952 |
| Premier Węgier                                                   | - 1948 István Dobi 1952 |
| Monarcha Wielkiej Brytanii                                       | - 1936 Jerzy VI 1952 |
| Premier Wielkiej Brytanii                                        | - 1945 Clement Richard Attlee 1951 - 1951 Winston Churchill 1955 |
| Prezydent Wietnamu Północnego                                    | - 1945 Hồ Chí Minh 1969 |
| Premier Wietnamu Północnego                                      | - 1945 Hồ Chí Minh 1955 |
| Premier Wietnamu Południowego                                    | - 1950 Trần Văn Hữu 1952 |
| Prezydent Włoch                                                  | - 1948 Luigi Einaudi 1955 |
| Premier Włoch                                                    | - 1945 Alcide De Gasperi 1953 |
| Przywódca ZSRR                                                   | - 1924 Józef Stalin 1953 |
| Premier ZSRR                                                     | - 1941 Józef Stalin 1953 |

Rok 1951 / MCMLI
stulecia: XIX wiek ~
XX wiek ~
XXI wiek

dziesięciolecia:
1920–1929 •
1930–1939 •
1940–1949 •
1950–1959
• 1960–1969
• 1970–1979
• 1980–1989

lata: 1941 «
1946 «
1947 «
1948 «
1949 «
1950 «
1951
» 1952
» 1953
» 1954
» 1955
» 1956
» 1961

## Wydarzenia w Polsce
- 1 stycznia:
  - połączenie śląskiego Bielska i małopolskiej Białej Krakowskiej w jedno miasto Bielsko-Biała.
  - Hajnówka, Kalety, Knurów, Łaziska Górne, Milanówek i Tychy uzyskały prawa miejskie.
- 2 stycznia – utworzono przedsiębiorstwo żeglugowe Polskie Linie Oceaniczne z siedzibą w Gdyni.
- 8 stycznia – Sejm przyjął ustawę o nacjonalizacji aptek.
- 11 stycznia – powołano Centralny Zarząd Kopalnictwa Rud Żelaza z siedzibą w Częstochowie.
- 18 stycznia – Sejm przyjął ustawę o dniach wolnych od pracy, znoszącą m.in. Święto Narodowe Trzeciego Maja.
- 20 stycznia – został aresztowany biskup kielecki Czesław Kaczmarek.
- 25 stycznia – premiera filmu Pierwszy start.
- 26 stycznia – władze państwowe usunęły administratorów diecezji na Ziemiach Odzyskanych.
- 4 lutego – na podstawie uchwały podjętej podczas Walnego Zebrania PZPN doszło do rozwiązania Związku i powołania Sekcji Piłki Nożnej, jako społecznej organizacji podlegającej Głównemu Komitetowi Kultury Fizycznej.
- 8 lutego – w więzieniu Ministerstwa Bezpieczeństwa Publicznego przy ul. Rakowieckiej w Warszawie został stracony major Zygmunt Szendzielarz, oficer Wojska Polskiego i Armii Krajowej, dowódca 5. Brygady Wileńskiej AK, dwukrotny kawaler orderu Virtuti Militari.
- 15 lutego – Polska zawarła umowę z ZSRR o wymianie obszarów przygranicznych. (Tekst umowy o zmianie granic z 1951)
- 27 lutego – zarządzeniem Prezydium Wojewódzkiej Rady Narodowej w Katowicach utworzono Wojewódzkie Przedsiębiorstwo Komunikacyjne w Katowicach.
- 1 marca – w więzieniu mokotowskim wykonano wyroki śmierci na siedmiu członkach IV Zarządu Zrzeszenia Wolność i Niezawisłość[1]: Łukaszu Cieplińskim, Mieczysławie Kawalcu, Józefie Batorym, Adamie Lazarowiczu, Franciszku Błażeju, Karolu Chmielu i Józefie Rzepce.
- 4 marca:
  - została uruchomiona Szybka Kolej Miejska w Trójmieście.
  - premiera filmu Warszawska premiera.
- 11 marca – powstało Stowarzyszenie Dziennikarzy Polskich.
- 20 marca – Stanisław Skrzeszewski został ministrem spraw zagranicznych.
- 21 marca – została utworzona Wojskowa Akademia Polityczna w Warszawie.
- 20 kwietnia – wszedł do służby szkuner szkolny s/y „Janek Krasicki”.
- 28 kwietnia – utworzono Państwowe Wydawnictwo Naukowe
- 4 maja – 29 górników zginęło w wybuchu metanu i pyłu węglowego w KWK Jankowice.
- 5 maja – powiększono obszar Warszawy z 144 km² do 362 km²[2] włączając w granice miasta w całości: miasto Włochy, gminy: Okęcie i Wilanów oraz częściowo gminy: Bródno, Wawer, Blizne, Falenica Letnisko, Jabłonna, Jeziorna, Marki, Młociny, Skorosze i Falenty[3].
- 15 maja – z połączenia Golubia i Dobrzynia powstało miasto Golub-Dobrzyń[4].
- 22 maja – 21 górników zginęło w pożarze w KWK Łagiewniki w Bytomiu.
- 1 czerwca – założono parafię rzymskokatolicką w Skąpem.
- 9 czerwca – w Lęborku odnotowano czerwcowe minimum temperatury w Polsce (–3,4 °C).
- 7 lipca – uruchomiono produkcję w zakładach włókien chemicznych „Stilon” w Gorzowie Wielkopolskim.
- 14 lipca – Michalina Piwowar ustanowiła rekord Polski w biegu na 400 m wynikiem 1:00,6 s.
- 15 lipca – Edmund Potrzebowski ustanowił rekord Polski w biegu na 800 m wynikiem 1:51,5 s.
- 21 lipca – w Warszawie odsłonięto pomnik Feliksa Dzierżyńskiego.
- 29 lipca – prymas Stefan Wyszyński poświęcił odbudowaną po wojnie archikatedrę św. Jana Chrzciciela we Wrocławiu.
- 1 sierpnia – ogłoszenie wyroku w tzw. procesie generałów spowodowało bunt na okręcie hydrograficznym Marynarki Wojennej „Żuraw” (załoga uprowadziła go do Szwecji).
- 2 sierpnia – Władysław Gomułka aresztowany i osadzony w areszcie domowym.
- 8 sierpnia – Radzionków otrzymał prawa miejskie.
- 25 sierpnia – została uruchomiona latarnia morska w Krynicy Morskiej.
- 2 września – ukazał się pierwszy numer „Gazety Białostockiej” (ob. „Gazeta Współczesna”).
- 3 września – odłączenie od Sławkowa gromady Niwa, która stała się samodzielną gminą.
- 1 października – inauguracja pierwszego roku akademickiego na Wojskowej Akademii Technicznej w Warszawie.
- 22 października – został wydany dekret całościowo regulujący kwestię dowodów osobistych.
- 30 października – utworzono Polską Akademię Nauk.
- 6 listopada – z taśmy produkcyjnej Fabryki Samochodów Osobowych (FSO) zjechała pierwsza Warszawa M-20 na licencji Pobiedy.
- 7 listopada – rozpoczęła się produkcja samochodu ciężarowego FSC Lublin-51.
- 15 listopada – Tuszyn: 16 osób zginęło w katastrofie samolotu Li-2.
- 23 listopada – w „Czytelniku” ukazała się pierwsza wydana drukiem zwartym powieść Stanisława Lema zatytułowana Astronauci.
- 24 listopada – zainaugurował działalność Lubuski Teatr im. L. Kruczkowskiego w Zielonej Górze.
- 2 grudnia – otwarto Muzeum Żup Krakowskich Wieliczka[5].
- 3 grudnia – otwarto Pałac Młodzieży w Katowicach.
- 15 grudnia – w Warszawie, w siedzibie ZNP, odbył się pierwszy publiczny pokaz telewizyjny (w ramach wystawy „Radio w walce o pokój i postęp”).
- 24 grudnia – 7 górników zginęło w wyniku wybuchu metanu i pyłu węglowego w KWK „Mysłowice”.
- Powstało pierwsze studenckie radio w Polsce – Studenckie Centrum Radiowe „Radiosupeł” (Akademia Medyczna w Białymstoku).
- Powstała Fabryka Samochodów Osobowych (w skrócie FSO) na warszawskim Żeraniu.
- Uzyskanie praw miejskich przez Rydułtowy.
- Połączenie Rudy, Goduli, Orzegowa i Chebzia w miasto Ruda.
- Połączenie Nowego Bytomia, Wirku, Bielszowic, Halemby, Kochłowic i Bykowiny w miasto Nowy Bytom.

## Wydarzenia na świecie
- 1 stycznia – uruchomiono pierwszą telewizję kablową (Chicago – 300 abonentów).
- 4 stycznia:
  - wojna koreańska: wojska chińskie i północnokoreańskie zajęły Seul.
  - Vidoe Smilevski został prezydentem Socjalistycznej Republiki Macedonii.
- 6 stycznia – powstała kornwalijska lewicowa partia polityczna Mebyon Kernow (Synowie Kornwalii).
- 9 stycznia – otwarto oficjalnie kwaterę główną ONZ w Nowym Jorku.
- 11 stycznia – utworzono poligon atomowy w Nevadzie.
- 15 stycznia:
  - żona komendanta obozu w Buchenwaldzie Ilse Koch została skazana na dożywotnie pozbawienie wolności.
  - opublikowano Interlingua-English Dictionary, inicjując życie drugiego co do popularności języka sztucznego, interlingua. Dzień 15 stycznia jest obchodzony przez środowisko jako Le die de Interlingua (Dzień Interlingwy).
- 20 stycznia – około 4 tysięcy osób zginęło w wyniku erupcji wulkanu Mount Lamington w Papui-Nowej Gwinei.
- 27 stycznia – przeprowadzono pierwszy próbny wybuch jądrowy na Poligonie Nevada.
- 31 stycznia – Getúlio Dornelles Vargas został prezydentem Brazylii.
- 2 lutego – w Wirginii wykonano wyroki śmierci na 7 Afroamerykanach, skazanych za zgwałcenie białej kobiety.
- 6 lutego:
  - 85 osób zginęło, a około 500 zostało rannych w katastrofie kolejowej w Pensylwanii.
  - na Poligonie Nevada przeprowadzono próbny wybuch jądrowy o sile 22 kiloton.
- 12 lutego – w Teheranie ostatni szach Iranu Mohammad Reza Pahlawi poślubił 19-letnią Sorajję Esfandijari Bachtijari.
- 25 lutego – w Buenos Aires rozpoczęły się I Igrzyska Panamerykańskie.
- 27 lutego – ratyfikowano 22. poprawkę do Konstytucji USA, ograniczającą dopuszczalność piastowania urzędu prezydenta do dwóch kadencji.
- 2 marca:
  - utworzono Lankijskie Siły Powietrzne.
  - w Bostonie rozegrano po raz pierwszy Mecz Gwiazd NBA.
- 3 marca – ustanowiono najwyższe włoskie odznaczenie – Order Zasługi Republiki Włoskiej.
- 4 marca – w Nowym Delhi rozpoczęły się I Igrzyska Azjatyckie.
- 6 marca – rozpoczął się proces Juliusa i Ethel Rosenbergów, oskarżonych o szpiegostwo na rzecz ZSRR.
- 7 marca – premier Iranu Haj Ali Ramzara został zamordowany w Teheranie przez islamskiego fanatyka.
- 10 marca – Henri Queuille został po raz trzeci premierem Francji.
- 14 marca – wojna koreańska: wojska ONZ ponownie zajęły Seul.
- 22 marca – rozpoczął nadawanie radziecki telewizyjny Pierwyj kanał.
- 23 marca – odsłonięto Pomnik założycieli miasta Tel Awiw.
- 27 marca – Chalid al-Azm został premierem Syrii.
- 29 marca:
  - amerykańscy komuniści Julius i Ethel Rosenbergowie zostali uznani przez sąd winnymi szpiegostwa na rzecz ZSRR i 5 kwietnia skazani na śmierć.
  - odbyła się 23. ceremonia wręczenia Oscarów.
- 31 marca – w USA uruchomiono pierwszy komercyjny komputer UNIVAC I.
- 1 kwietnia – utworzono Mosad, izraelską organizację wywiadowczą.
- 1–8 kwietnia – przeprowadzono operację deportacji na Syberię 9973 radzieckich Świadków Jehowy i ich dzieci (operacja „Północ”).
- 5 kwietnia – Julius i Ethel Rosenbergowie zostali skazani na karę śmierci za szpiegostwo na rzecz ZSRR.
- 7 kwietnia – Abd Allah al-Jafi został premierem Libanu.
- 11 kwietnia – wojna koreańska: gen. Douglas MacArthur został zdymisjonowany przez prezydenta USA Harry’ego Trumana za niesubordynację ze stanowiska dowódcy wojsk amerykańskich i ONZ.
- 16 kwietnia – brytyjski okręt podwodny HMS „Affray” zatonął u południowych wybrzeży Anglii. Zginęło 75 członków załogi.
- 18 kwietnia – przedstawiciele Francji, RFN, Włoch, Belgii, Holandii i Luksemburga podpisali Traktat paryski tworzący Europejską Wspólnotę Węgla i Stali.
- 23 kwietnia – w Pekinie podpisano chińsko-tybetańskie porozumienie przyznające autonomię Tybetowi jako integralnej części ChRL.
- 27 kwietnia:
  - Grenlandia została objęta ochroną wojsk NATO.
  - w Gibraltarze doszło do przypadkowej eksplozji amunicji na okręcie wojennym RFA „Bedenham”(inne języki), w wyniku czego zginęło 13 osób, setki odniosło obrażenia, a uszkodzeniu uległy m.in. katedra, rezydencja gubernatora i wiele odbudowanych po wojnie domów.
- 28 kwietnia – Mohammad Mosaddegh został premierem Iranu.
- 29 kwietnia – papież Pius XII beatyfikował 25 męczenników wietnamskich.
- 1 maja – rozpoczęła się emisja programu Radio Wolna Europa dla krajów Europy Wschodniej.
- 2 maja – przyjęcie Republiki Federalnej Niemiec do Rady Europy.
- 9 maja:
  - na atolu Enewetak Amerykanie przeprowadzili pierwszy test broni termonuklearnej (operacja Greenhouse).
  - w Wilnie odsłonięto pomnik żołnierzy radzieckich.
- 15 maja:
  - Czesław Miłosz, wówczas urzędnik w polskiej ambasadzie w Paryżu, poinformował na konferencji prasowej o zerwaniu współpracy z władzami komunistycznymi i pozostaniu na emigracji.
  - w Pradze otwarto pierwszą na świecie Izbę wytrzeźwień.
- 23 maja – ChRL oficjalnie zaanektowała Tybet. Tybetańska delegacja w Pekinie podpisała, pod presją, siedemnastopunktowe porozumienie z rządem Chińskiej Republiki Ludowej, na mocy którego zakończyła się trwająca od 1912 faktyczna niezależność Tybetu.
- 25 maja – na atolu Eniwetok Amerykanie przeprowadzili próbny wybuch atomowy w ramach operacji „Greenhouse”.
- 26 maja – w Filadelfii, Amerykanin Andy Stanfield ustanowił rekord świata w biegu na 200 m wynikiem 20,6 s.
- 29 maja – 83 górników zginęło w wyniku wybuchu metanu w kopalni koło angielskiego miasta Easington.
- 3 czerwca – papież Pius X został beatyfikowany przez Piusa XII.
- 18 czerwca – I wojna indochińska: zwycięstwem wojsk francuskich nad Việt Minhem zakończyła się bitwa nad rzeką Đáy.
- 20 czerwca – dokonano oblotu eksperymentalnego amerykańskiego samolotu o zmiennej geometrii skrzydeł Bell X-5.
- 22 czerwca – w katastrofie lecącego z Johannesburga do Nowego Jorku samolotu Lockheed Constellation linii Pan Am koło miejscowości Sanoyie w Liberii zginęło wszystkich 40 osób na pokładzie.
- 23 czerwca – zwodowano amerykański statek pasażerski SS „United States”.
- 24 czerwca – Maria Dominika Mazzarello i Emilia de Vialar zostały kanonizowane przez papieża Piusa XII.
- 29 czerwca:
  - arcybiskup Monachium i Freising Michael von Faulhaber wyświęcił na kapłanów Josepha Ratzingera (późniejszego papieża Benedykta XVI) i jego starszego brata Georga.
  - konferencja Ogólna Międzynarodowej Organizacji Pracy przyjęła Konwencję w sprawie równego wynagrodzenia kobiet i mężczyzn.
- 30 czerwca – 50 osób zginęło w katastrofie samolotu Douglas DC-6 pod Denver.
- 16 lipca:
  - Baldwin I Koburg został królem Belgów.
  - w USA ukazało się pierwsze wydanie Buszującego w zbożu Jerome’a D. Salingera.
- 20 lipca – król Jordanii Abdullah I został zamordowany w Jerozolimie.
- 28 lipca – w Genewie została przyjęta konwencja dotycząca statusu uchodźców, zawierająca zasadę non-refoulement.
- 29 lipca – w Londynie odbyła się pierwsza edycja konkursu Miss World.
- 1 sierpnia – założono Japan Airlines.
- 11 sierpnia – René Pleven został drugi raz premierem Francji.
- 14 sierpnia – premiera filmu Miejsce pod słońcem.
- 16 sierpnia – we francuskiej miejscowości Pont-Saint-Esprit doszło do masowego zatrucia kilkuset mieszkańców i wywołanych nim halucynacji.
- 24 sierpnia – w katastrofie samolotu DC-6 w Kalifornii zginęło 50 osób.
- 1 września – utworzenie Paktu Bezpieczeństwa Pacyfiku (ANZUS)
- 4 września – pierwszy międzykontynentalny przekaz programu telewizyjnego. Było nim wystąpienie prezydenta USA Harry’ego Trumana.
- 6 września – w Lizbonie podpisano portugalsko-amerykańskie porozumienie o udostępnieniu wojskom NATO baz lotniczych i morskich na Azorach.
- 8 września – w San Francisco odbyła się konferencja pokojowa z udziałem 48 państw, na której Japonia zaakceptowała Deklarację poczdamską i podpisała traktat pokojowy o formalnym zakończeniu wojny na Oceanie Spokojnym oraz traktat bezpieczeństwa ze Stanami Zjednoczonymi.
- 10 września – Wielka Brytania nałożyła embargo na Iran.
- 18 września – premiera amerykańskiego dramatu filmowego Tramwaj zwany pożądaniem z Vivien Leigh i Marlonem Brando.
- 19 września – utworzono Światową Federację Niesłyszących.
- 28 września – Seth Barnes Nicholson odkrył księżyc Jowisza – Ananke.
- 11 października – rozpoczęły się przesłuchania przed komisją śledczą Kongresu USA ds. zbrodni katyńskiej.
- 12 października – w Kostaryce powstała Partia Wyzwolenia Narodowego.
- 16 października – w Rawalpindi zginął w zamachu pierwszy premier Pakistanu Liaquat Ali Khan.
- 26 października – powstał trzeci rząd Winstona Churchilla.
- 31 października – dla poprawy bezpieczeństwa, po raz pierwszy namalowano „zebrę” na przejściu dla pieszych w angielskim Berkshire. Wcześniej przejścia oznaczano metalowymi kołkami, które były słabo widoczne dla kierowców.
- 17 listopada – uruchomiono komputer LEO I.
- 22 listopada – ustanowiono hymn Sri Lanki.
- 24 listopada – towarowy Douglas DC-4 należący do izraelskich linii El Al rozbił się podczas podejścia do lądowania na lotnisku w Zürychu; zginęła cała 6-osobowa załoga.
- 29 listopada – na Poligonie Nevada przeprowadzono pierwszą amerykańską podziemną próbę jądrową.
- 13 grudnia – weszła w życie Karta Organizacji Państw Amerykańskich.
- 16 grudnia – odbyło się referendum zjednoczeniowe, w wyniku którego powstał kraj związkowy Badenia-Wirtembergia.
- 20 grudnia:
  - Oman uzyskał niepodległość (od Wielkiej Brytanii).
  - w elektrowni w Idaho Falls reaktor jądrowy EBR-1 jako pierwszy w świecie dostarczył energii elektrycznej, zapalając cztery żarówki po 200 W.
- 23 grudnia – premiera filmu Afrykańska królowa.
- 24 grudnia – Libia proklamowała niepodległość (od Włoch). Królem został Idris I.
- 28 grudnia – fiński parlament przyjął akt o autonomii Wysp Alandzkich.
- Dr B. Jensen założył międzynarodowe stowarzyszenie irydologów i lekarzy medycyny naturalnej (FIA) i przez dłuższy czas był prezesem tego stowarzyszenia.

## Urodzili się
- 1 stycznia:
  - Małgorzata Chmielewska, polska zakonnica
  - Manuel Cruz, hiszpański i kataloński filozof, nauczyciel akademicki oraz polityk
  - Ewa Długołęcka, polska lekkoatletka, sprinterka
  - Mahamadou Issoufou, nigerski polityk, prezydent Nigru
  - Zenon Łakomy, polski piłkarz ręczny, trener (zm. 2016)
  - Nana Patekar, indyjski aktor
  - Hans-Joachim Stuck, niemiecki kierowca wyścigowy
  - Zuzanna Toeplitz, polska psycholog
  - Mieczysław Wojtas, polski pedagog
- 2 stycznia:
  - Ryszard Bialik, polski hokeista
  - Jan Fischer, czeski polityk, premier Czech
  - Kazimierz Furtak, polski naukowiec
  - Ryszard Olszewski, polski polityk, inżynier, poseł na Sejm RP II kadencji
  - Adam Puza, polski polityk, samorządowiec, poseł na Sejm RP
- 3 stycznia:
  - Jacek Manicki, polski tłumacz literatury pięknej z języka angielskiego (zm. 2014)
  - Andreas Martens, niemiecki rysownik, autor komiksów
  - Maciej Poręba, polski polityk, poseł na Sejm RP
  - Lucjan Szutkowski, polski działacz samorządowy i menedżer
- 4 stycznia:
  - Bob Black, amerykański pisarz i filozof
  - Christian Chukwu, nigeryjski piłkarz, trener (zm. 2025)
  - Barbara Cochran, amerykańska narciarka alpejska
  - Maria Długosielska, polska lekkoatletka, skoczkini w dal i sprinterka
  - Didier Flament, japoński florecista
  - Steve Genter, amerykański pływak
  - Kim Miyori, amerykańska aktorka pochodzenia japońskiego
  - Solange Olszewska, polska bizneswoman
- 5 stycznia:
  - Peter Byford, brytyjski wokalista, członek zespołu Saxon
  - Kazuko Sawamatsu, japońska tenisistka
  - Fausto Tardelli, włoski duchowny katolicki, biskup Pistoi
  - Henryk Wolski, polski żeglarz
- 6 stycznia:
  - Margarita Gerasimowa, bułgarska siatkarka
  - Cataldo Naro, włoski duchowny katolicki, arcybiskup Monreale (zm. 2006)
  - Jan Peumans, belgijski polityk
  - Kim Wilson, amerykański muzyk, wokalista, członek zespołu The Fabulous Thunderbirds(inne języki)
  - Ryszard Zając, polski rzeźbiarz, muzyk
- 7 stycznia:
  - Janusz Majcher, polski przedsiębiorca, samorządowiec, burmistrz Zakopanego
  - Tałgat Musabajew, kazachski pilot wojskowy, kosmonauta (zm. 2025)
  - Helena Válková, czeska prawnik, polityk, profesor
- 8 stycznia:
  - Kenny Anthony, polityk z Saint Lucia, premier
  - John McTiernan, amerykański reżyser filmowy
  - Zbigniew Mirek, polski biolog
  - Ryszard Ochwat, polski nauczyciel, polityk, senator RP
  - Stanisław Początek, polski polityk, burmistrz Dąbrowy Tarnowskiej
  - Agnieszka Rogińska, polska lektorka i dziennikarka
- 9 stycznia:
  - Michel Barnier, francuski polityk
  - Franciszek Franczak, polski polityk, nauczyciel, rolnik, poseł na Sejm RP
  - Crystal Gayle(inne języki), amerykańska piosenkarka country
  - Mathew Knowles, amerykański producent, menedżer i dyrektor muzyczny
  - Konstanty Miodowicz, polski działacz państwowy i polityk (zm. 2013)
- 10 stycznia:
  - Stanisław Achremczyk, polski historyk
  - Włodzimierz Gołaszewski, polski aktor, reżyser filmowy, poeta, taternik
  - Roman Gotfryd, polski bokser
  - Nicolas Philibert, francuski reżyser, scenarzysta i operator filmowy
  - Jerzy Ringwelski, polski trener piłki ręcznej (zm. 2024)
  - Wiktor Zborowski, polski aktor, piosenkarz
- 11 stycznia:
  - Jan Kempara, polski generał dywizji
  - Lucyna Koczwara, polska lekkoatletka, wieloboistka (zm. 2019)
  - Philip Tartaglia, brytyjski duchowny katolicki pochodzenia włoskiego, biskup Paisley, arcybiskup metropolita Glasgow (zm. 2021)
  - Hans Wijers, holenderski ekonomista, przedsiębiorca, polityk
- 12 stycznia:
  - Jan Leszek Adamczyk, polski historyk sztuki, profesor (zm. 2010)
  - Kirstie Alley, amerykańska aktorka (zm. 2022)
  - Herman Heinsbroek, holenderski przedsiębiorca, polityk
  - Rush Limbaugh, amerykański konserwatywny komentator polityczny (zm. 2021)
  - Adam Ziółkowski, polski historyk, profesor nauk humanistycznych, wykładowca akademicki
- 13 stycznia:
  - Paweł Michalak, polski polityk, przedsiębiorca, senator RP
  - Krzysztof Nowosad, polski inżynier, specjalista w zakresie automatyki i robotyki (zm. 2000)
  - Antoni Szymanowski, polski piłkarz
- 14 stycznia:
  - Jerzy Jastrzębowski, polski trener piłkarski
  - Sheldon Lettich, amerykański reżyser i scenarzysta filmowy
  - O. Panneerselvam, indyjski polityk
  - Pascal Roland, francuski duchowny katolicki, biskup Belley-Ars
- 15 stycznia:
  - Marko Bitraku, albański aktor (zm. 2015)
  - Krzysztof Deszczyński, polski aktor teatru lalek, reżyser, scenarzysta
  - Ernie DiGregorio, amerykański koszykarz pochodzenia włoskiego
  - Małgorzata Mańka, polska fitopatolog, profesor nauk leśnych
  - Catherine Trautmann, francuska teolog, polityk
- 16 stycznia:
  - Weseła Jacinska, bułgarska lekkoatletka, biegaczka średniodystansowa
  - Penisio Lutui, francuski lekkoatleta, oszczepnik
  - Marek Mazur, polski fotograf, konstruktor miniaparatów fotograficznych i obiektywów (zm. 2015)
- 17 stycznia:
  - Roland Thöni, włoski narciarz alpejski, medalista mistrzostw świata i igrzysk olimpijskich (zm. 2021)
  - Gerhard Winkler, niemiecki biathlonista
  - Jurij Zajcew, kazachski sztangista (zm. 2022)
  - Rolf Ziegler, niemiecki lekkoatleta, płotkarz i sprinter
- 18 stycznia:
  - Halina Olewińska, polska działaczka samorządowa, polityk, poseł na Sejm PRL
  - Kostas Pupakis, grecki związkowiec, polityk
  - Renato Zaccarelli, włoski piłkarz, trener
- 19 stycznia:
  - David Archard, brytyjski filozof i etyk
  - Ron Behagen, amerykański koszykarz
  - David Patrick Kelly, amerykański aktor
  - Orfeo Pizzoferrato, włoski kolarz szosowy i torowy
  - Henryk Stępniak, polski polityk, działacz związkowy, senator RP (zm. 1999)
  - Gerald Tinker, amerykański lekkoatleta, sprinter
- 20 stycznia:
  - Shelley Berkley, amerykańska polityk, kongreswoman, burmistrz Las Vegas
  - Ian Hill, brytyjski basista, członek zespołu Judas Priest
  - Ryszard Skibiński, polski muzyk, członek zespołu Kasa Chorych (zm. 1983)
- 21 stycznia:
  - Janusz Guzdek, polski samorządowiec, wójt Łagiewnik, starosta dzierżoniowski
  - Eric Holder, amerykański prawnik, polityk
  - Anna Kľuková, słowacka śpiewaczka operowa (sopran liryczny) (zm. 2010)
- 22 stycznia:
  - Marian Dygo, polski historyk, wykładowca akademicki
  - Alveda King, amerykańska pisarka, aktywistka, polityk
  - Kornelijus Platelis, litewski poeta, eseista, tłumacz, działacz kulturalny, polityk
  - Andrzej Słowakiewicz, polski hokeista, trener
  - Marlena Zagoni, rumuńska wioślarka (zm. 2025)
- 23 stycznia:
  - Miguel Angel Alba Díaz, meksykański duchowny katolicki, biskup La Paz en la Baja California Sur
  - Margaret Bailes, amerykańska lekkoatletka, sprinterka
  - Chesley Sullenberger, amerykański pilot wojskowy i cywilny
  - Mieczysław Wojczak, polski bramkarz ręczny, bramkarz
- 24 stycznia:
  - Rogelio Cabrera López, meksykański duchowny katolicki, arcybiskup Monterrey
  - Mieczysław Cieniuch, polski generał, dyplomata
  - Georg Spohr, niemiecki wioślarz
  - Mike Thompson, amerykański polityk, kongresman ze stanu Kalifornia
- 25 stycznia:
  - Raphaël Confiant, martynikański prozaik, eseista
  - Janusz Czapiński, polski psycholog społeczny, wykładowca akademicki
  - Hans-Jürgen Dörner, niemiecki piłkarz, trener (zm. 2022)
  - Bob McDonald, kanadyjski dziennikarz naukowy
  - Bill Viola, amerykański artysta audiowizualny (zm. 2024)
  - Heinz Wosipiwo, niemiecki skoczek narciarski
- 26 stycznia:
  - Jolanta Hibner, polska inżynier, polityk, poseł na Sejm RP, eurodeputowana
  - Jarmila Kratochvílová, czeska lekkoatletka, biegaczka średniodystansowa
  - Mieczysław Nowicki, polski kolarz szosowy i torowy
  - Michiko Shiokawa, japońska siatkarka
  - Albio Sires, amerykański polityk
- 27 stycznia:
  - Brian Downey, irlandzki perkusista, członek zespołu Thin Lizzy
  - Włodzimierz Lorenc, polski filozof, wykładowca akademicki
  - Charles Mooney, amerykański bokser
  - Maciej Trojanowski, polski inżynier chemik, prezenter telewizyjny (zm. 2023)
- 28 stycznia:
  - Bernard Guetta, francuski dziennikarz i publicysta
  - Mark Hinkle, amerykański przedsiębiorca, polityk
  - Karl Honz, niemiecki lekkoatleta, sprinter
  - Łeonid Kadeniuk, ukraiński pilot, kosmonauta, polityk (zm. 2018)
  - Wacław Radecki, polski aktor, filmowiec
  - Rudolf Wanner, austriacki skoczek narciarski
- 29 stycznia:
  - Pierre Colin-Thibert, francuski pisarz, scenarzysta filmowy
  - Peter Cornelius, austriacki gitarzysta, autor tekstów
  - Zdzisław Myrda, polski koszykarz, trener (zm. 2020)
- 30 stycznia:
  - Phil Collins, brytyjski perkusista, wokalista, członek zespołu Genesis
  - Charles S. Dutton, amerykański aktor
  - Małgorzata Majchrzak, polska lekkoatletka, wieloboistka
  - Ewa Pielach, polska aktorka
- 31 stycznia:
  - Dave Benton, arubański wokalista
  - Phil Manzanera, brytyjski gitarzysta, członek zespołu Roxy Music
- 1 lutego:
  - Jacek Falfus, polski polityk
  - Jerzy Hardie-Douglas, polski lekarz, samorządowiec, burmistrz Szczecinka
  - Waldemar Chrostowski, polski duchowny katolicki, teolog, biblista
- 2 lutego:
  - Zenon Kufel, polski polityk i samorządowiec, poseł na Sejm II i III kadencji
  - Piotr Naimski, polski biochemik, nauczyciel akademicki, publicysta, polityk, poseł na Sejm RP
  - Paias Wingti, papuaski polityk, premier Papui-Nowej Gwinei
- 3 lutego:
  - Dana Andreev, polska malarka, graficzka, rzeźbiarka
  - Paweł Christow, bułgarski zapaśnik
  - Blaise Compaoré, burkiński polityk, prezydent Burkiny Faso
  - Felipe Muñoz, meksykański pływak
- 4 lutego:
  - Patrick Bergin, irlandzki aktor
  - Phil Ehart, amerykański perkusista, członek zespołu Kansas
  - Mick Woodmansey, brytyjski perkusista
  - Lech Żurkowski, polski malarz, kaligraf
- 5 lutego:
  - Wojciech Iwański, amerykański reżyser i producent telewizyjny
  - Krystyna Olczyk, polska profesor nauk medycznych, biolog
- 6 lutego:
  - Marco Antônio, brazylijski piłkarz
  - Halina Rasiakówna, polska aktorka
  - Bożena Snaza, polska polityk, poseł na Sejm PRL
- 7 lutego:
  - Patrick Allen, jamajski profesor i pastor, gubernator generalny Jamajki
  - Miroslav Donutil, czeski aktor
  - Manfred Schumann, niemiecki lekkoatleta, płotkarz, bobsleista
  - Marek Szyszko, polski rysownik komiksów, ilustrator książek
  - Christian Tissier, francuski nauczyciel aikido
- 8 lutego –
  - Rosario Crocetta, włoski samorządowiec, polityk
  - Tacciana Proćka, białoruska działaczka społeczna, obrończyni praw człowieka
  - Laurie Sivell, angielski piłkarz, bramkarz
  - Kazimierz Zawada, polski prawnik, wykładowca akademicki, sędzia Sądu Najwyższego
- 9 lutego:
  - Alejandro Aclan, amerykański duchowny katolicki pochodzenia filipińskiego, biskup pomocniczy Los Angeles
  - Ingvar Stadheim, norweski piłkarz, trener
  - Władysław Zieleśkiewicz, polski historyk sportu (zm. 2021)
- 10 lutego:
  - Robert Iger, amerykański przedsiębiorca pochodzenia żydowskiego
  - Małgorzata Kuszaj, polska polityk, poseł na Sejm PRL
  - Trond Pedersen, norweski piłkarz, trener
  - Aleksander Sznapik, polski szachista
- 11 lutego:
  - Marteinn Geirsson, islandzki piłkarz
  - Marija D. Ilić, serbska i amerykańska inżynier elektryk i naukowiec
  - Aleksandr Makarow, rosyjski lekkoatleta, oszczepnik
  - Arno Tausch, austriacki politolog
- 12 lutego:
  - Rosy Bindi, włoska działaczka katolicka, polityk
  - Lucyna Owsińska, polska piosenkarka
  - Zdzisław Smektała, polski pisarz, dziennikarz, aktor (zm. 2018)
- 13 lutego:
  - Vera Baird, brytyjska polityk
  - Rajmund Bacewicz, polski fizyk, wykładowca akademicki
  - Michel Pollentier, belgijski kolarz szosowy
  - Marian Tarabuła, polski samorządowiec, prezydent Jaworzna
- 14 lutego:
  - Boško Abramović, serbski szachista, trener (zm. 2021)
  - Daniel Miller, brytyjski producent muzyczny
  - Kevin Keegan, angielski piłkarz, trener
  - Sylvain Sylvain, amerykański gitarzysta, członek zespołów: New York Dolls i The Criminals (zm. 2021)
- 15 lutego:
  - Erich Burgener, szwajcarski piłkarz, bramkarz
  - Ryszard Górecki, polski naukowiec, profesor, senator RP
  - Jadwiga Jankowska-Cieślak, polska aktorka (zm. 2025)
  - Jane Seymour, brytyjska aktorka
  - Walter Steiner, szwajcarski skoczek narciarski
- 16 lutego:
  - Franz-Josef Bode, niemiecki duchowny katolicki, biskup Osnabrücka
  - William Katt, amerykański aktor, reżyser, scenarzysta i muzyk
  - Józef Kopicera, polski piłkarz, trener
  - Juan Carlos Oblitas, peruwiański piłkarz, trener
  - Alain Rousset, francuski polityk, prezydent regionu Nowa Akwitania
- 17 lutego:
  - Katia Bellillo, włoska polityk.
  - Elżbieta Karolak, polska organistka i pedagog
  - Małgorzata Witko, polska chemik, wykładowczyni akademicka
- 18 lutego:
  - Wiesława Kaniewska-Całka, polska koszykarka
  - Dick Stockton, amerykański tenisista
- 19 lutego:
  - Horace Andy, jamajski piosenkarz
  - Maciej Pawlikowski, polski himalaista, ratownik TOPR
  - Henryk Suchora, polski rolnik, polityk, poseł na Sejm I kadencji (zm. 2024)
- 20 lutego:
  - Gordon Brown, brytyjski polityk, premier Wielkiej Brytanii
  - Phil Neal, angielski piłkarz, trener
  - Eva Rueber-Staier, austriacka modelka, aktorka
  - Pertti Teurajärvi, fiński biegacz narciarski
- 21 lutego:
  - Pino Arlacchi, włoski socjolog, wykładowca akademicki, polityk
  - Marek Polasik, polski fizyk, chemik
  - Marek Pyś, polski aktor
  - Tadeusz Szumowski, polski historyk, dyplomata
  - Dick Tonks, nowozelandzki wioślarz
- 22 lutego:
  - Bruno Boscherie, francuski florecista
  - Edward Czesak, polski polityk, poseł na Sejm RP, eurodeputowany
  - Kazimierz Kotowski, polski samorządowiec, starosta opatowski, poseł na Sejm VIII kadencji
  - Marleen Radder, holenderka lekkoatletka, chodziarka
  - Elaine Tanner, kanadyjska pływaczka
- 23 lutego:
  - Ewa Bem, polska piosenkarka, autorka tekstów
  - Awtandil Dżorbenadze, gruziński polityk, premier Gruzji (zm. 2024)
  - Kenny Marchant, amerykański polityk
  - Shigefumi Mori, japoński matematyk
  - Patricia Richardson, amerykańska aktorka
- 24 lutego:
  - Leon Charewicz, polski aktor
  - Izabela Mróz, polska lekkoatletka, biegaczka średniodystansowa
  - Klaus Niedzwiedz, niemiecki kierowca wyścigowy, dziennikarz sportowy
  - Debra Jo Rupp, amerykańska aktorka
  - Laimdota Straujuma, łotewska ekonomistka, polityk
- 25 lutego:
  - Giampiero Marini, włoski piłkarz, trener
  - Paulo Mendes Peixoto, brazylijski duchowny katolicki, arcybiskup Uberaby
  - Don Quarrie, jamajski lekkoatleta, sprinter
  - Adam Śnieżek, polski polityk, poseł na Sejm III, VI, VIII i IX kadencji
- 26 lutego:
  - Władimir Barnaszow, rosyjski biathlonista
  - Jacek Brzozowski, polski historyk literatury, profesor nauk humanistycznych (zm. 2017)
  - Ramón Heredia, argentyński piłkarz, trener
  - Zdzisław Karol Kaniuczak, polski entomolog
  - Ulrich Knefelkamp, niemiecki historyk, wykładowca akademicki
  - John Noonan, amerykański duchowny katolicki pochodzenia irlandzkiego, biskup Orlando
  - Barbara Wieck, niemiecka lekkoatletka, biegaczka średniodystansowa
  - Zygmunt Zaradkiewicz, polski grafik, rysownik
- 27 lutego:
  - Walter de Silva, włoski projektant samochodów
  - Bożena Taysner, polska strzelczyni sportowa
  - Regina Wasilewska-Kita, polska polityk
- 28 lutego:
  - Włodzimierz Preyss, polski aktor
  - Gustav Thöni, włoski narciarz alpejski
  - James Wilkinson, irlandzki żeglarz sportowy
- 1 marca:
  - Susanne Albrecht, niemiecka terrorystka
  - Deb Fischer, amerykańska polityk, senator ze stanu Nebraska
  - Ołeh Hołowczak, ukraiński architekt
  - Birger Jensen, duński piłkarz, bramkarz (zm. 2023)
  - Hajrie Rondo, albańska aktorka (zm. 2017)
  - Zdeněk Rygel, czeski piłkarz
- 2 marca:
  - Dean Barrow, belizeński polityk, premier Belize
  - Magdalena Biedrzycka, polska plastyczka, kostiumograf
  - Ryszard Bogusz, polski duchowny ewangelicki, biskup wrocławski
  - Jan Gmyrek, polski piłkarz ręczny, trener
  - Józef Ruszar, polski działacz opozycyjny w PRL
- 3 marca:
  - Stephen Berg, amerykański duchowny katolicki, biskup Pueblo
  - Lindsay Cooper, brytyjska instrumentalistka, kompozytorka (zm. 2013)
  - Tony Hall, brytyjski dziennikarz, menedżer
- 4 marca:
  - Kenny Dalglish, szkocki piłkarz, trener
  - Chris Rea, brytyjski piosenkarz, gitarzysta, kompozytor
  - Kazimierz Świrydowicz, polski logik, filozof
  - Nikos Wutsis, grecki inżynier, polityk
- 5 marca:
  - Jerzy Boryski, polski chemik, wykładowca akademicki
  - Jim Dowd, brytyjski polityk
  - Antonio González Triviño, hiszpański przedsiębiorca, polityk, eurodeputowany
  - Stanisław Iwanicki, polski prawnik, polityk, poseł na Sejm RP, minister sprawiedliwości i prokurator generalny
  - Witalij Tokczinakow, rosyjski zapaśnik (zm. 2024)
- 6 marca:
  - Jeannot Ahoussou-Kouadio, iworyjski polityk, premier Wybrzeża Kości Słoniowej
  - Andrzej Ellmann, polski piosenkarz, kompozytor, aranżer, producent muzyczny (zm. 2017)
  - Stanisław Gąsienica-Daniel, polski skoczek narciarski
  - Wolfgang Hanisch, niemiecki lekkoatleta, oszczepnik
  - Les Stevens, brytyjski bokser (zm. 2020)
- 7 marca:
  - Adam Fudali, polski polityk, samorządowiec, prezydent Rybnika (zm. 2018)
  - Diane Konihowski, kanadyjska lekkoatletka, wieloboistka
  - Marian Kopko, polski duchowny katolicki
  - Eduard Rapp, radziecki kolarz torowy
  - Nenad Stekić, serbski lekkoatleta, skoczek w dal, olimpijczyk (zm. 2021)
  - Andrzej Zaborski, polski aktor
- 8 marca:
  - Lidia Kulikovski, mołdawska bibliotekarka, bibliografka
  - Józef Stasiewski, polski polityk, poseł na Sejm RP (zm. 2003)
- 9 marca:
  - Zbigniew Hurnik, polski szachista
  - Zakir Hussain, indyjski muzyk (zm. 2024)
  - Krystyna Rachel-Świrska, polska florecistka
  - Helen Zille, południowoafrykańska dziennikarka, polityk
- 10 marca:
  - Carol J. Adams, amerykańska eseistka
  - Brad Fiedel, amerykański kompozytor filmowy
  - Urszula Lietke, polska piłkarka ręczna
  - Andrzej Pęczak, polski polityk, wojewoda łódzki, europoseł
  - Andrzej Wasilewicz, polski aktor (zm. 2016)
- 11 marca:
  - Iradż Danajifard, irański piłkarz (zm. 2018)
  - Stanisław Kochanowski, polski samorządowiec, polityk, senator RP (zm. 2016)
  - Dominique Sanda, francuska aktorka i modelka
  - Grzegorz Stellak, polski wioślarz (zm. 2023)
- 12 marca:
  - Józef Barnaś, polski fizyk
  - Rhonda Byrne, australijska pisarka
  - Jan Kazior, polski inżynier
  - Susan Musgrave, kanadyjska pisarka
  - Maciej Zaremba, polsko-szwedzki dziennikarz
- 13 marca:
  - Irina Ałfiorowa, rosyjska aktorka
  - Jizhar Kohen, izraelski piosenkarz, muzyk, aktor
  - Igor Jakowienko, rosyjski dziennikarz
  - Carlo Vanzina, włoski reżyser, scenarzysta i producent filmowy (zm. 2018)
- 14 marca:
  - Józefa Gądek-Węsierski, polska biochemik, profesor nauk biologicznych
  - Season Hubley, amerykańska aktorka, piosenkarka
  - Stefania Jagielnicka-Kamieniecka, polska dziennikarka, pisarka, poetka
  - Sarah Ludford, brytyjska polityk
- 15 marca – Luigi Morgano, włoski działacz katolicki, samorządowiec, polityk, eurodeputowany
- 16 marca:
  - Abdelmajid Bourebbou, algierski piłkarz
  - Oddvar Brå, norweski biegacz narciarski
  - Paweł Kwiek, polski artysta współczesny, fotograf, operator filmowy, realizator światła (zm. 2022)
  - Teresa Strumiłło-Gburczyk, polska koszykarka
  - Elżbieta Wierniuk, polska skoczkini do wody (zm. 2017)
- 17 marca:
  - Scott Gorham, amerykański gitarzysta, autor piosenek, członek zespołów: Thin Lizzy, Phenomena, 21 Guns(inne języki) i Black Star Riders
  - Józef Reszpondek, polski bokser (zm. 2002)
  - Sydne Rome, amerykańska aktorka
  - Kurt Russell, amerykański aktor, scenarzysta i producent filmowy
  - Jan Zaworski, polski polityk, poseł na Sejm IV kadencji
- 18 marca:
  - Bill Frisell, amerykański gitarzysta jazzowy, kompozytor
  - Borys Klimczuk, ukraiński polityk, dyplomata (zm. 2014)
- 19 marca:
  - Alicja Kornasiewicz, polska polityk, posłanka na Sejm PRL X kadencji
  - Christine Laser, niemiecka lekkoatleta, wieloboistka
- 20 marca:
  - Zbigniew Buczkowski, polski aktor
  - Carlo Ciattini, włoski duchowny katolicki, biskup Massa Marittima-Piombino
  - Derrek Dickey, amerykański koszykarz, komentator sportowy (zm. 2002)
  - Margit Graf, austriacka saneczkarka
  - Piotr Libera, polski duchowny katolicki, biskup płocki
  - Teresa Nuñez, peruwiańska siatkarka
  - Grzegorz Pankanin, polski elektronik, doktor habilitowany
  - Tadeusz Sabat, polski polityk, pszczelarz, poseł na Sejm II kadencji
  - Rafał Skąpski, polski prawnik
  - Jimmie Vaughan, amerykański gitarzysta i wokalista bluesowy
- 21 marca:
  - Andrzej Ananicz, polski urzędnik państwowy, dyplomata, szef Agencji Wywiadu (zm. 2017)
  - Barbara Dziekan, polska aktorka
  - Roman Kalarus, polski grafik, malarz
  - Krzysztof Kłosiński, polski historyk
  - Herman Mignon, belgijski lekkoatleta, średniodystansowiec
  - Rudolf Schmid, austriacki saneczkarz (zm. 2014)
- 22 marca:
  - Zalmay Khalilzad, amerykański polityk, wykładowca, analityk polityczny pochodzenia afgańskiego
  - Musa Manarow, rosyjski pilot wojskowy, kosmonauta, polityk pochodzenia lakijskiego
  - Einar Sagstuen, norweski biegacz narciarski
  - Richard Terrile, amerykański astronom
- 23 marca:
  - Michel Aupetit, francuski duchowny katolicki, arcybiskup Paryża
  - Vinci Clodumar, naurański prawnik, dyplomata, polityk
  - Konstantyn (Gorianow), rosyjski biskup prawosławny
  - Ron Jaworski, amerykański futbolista pochodzenia polskiego
  - Bernd Landvoigt, niemiecki wioślarz
  - Jörg Landvoigt, niemiecki wioślarz
  - Krystyna Mazur, polska bibliotekarka, polityk, poseł na Sejm PRL
  - Marek Miller, polski dziennikarz, reportażysta
  - Benedykt Pszczółkowski, polski rolnik, polityk, senator RP
  - Senthil, indyjski aktor
  - Vasko Simoniti, słoweński historyk, wykładowca akademicki, polityk
  - Serafin (Tsujie), japoński biskup prawosławny
  - Jonas Varkala, litewski duchowny katolicki, polityk
- 24 marca:
  - Tommy Hilfiger, amerykański projektant mody
  - Dušan Kéketi, słowacki piłkarz, bramkarz
  - Anna Włodarczyk, polska lekkoatletka, skoczkini w dal
- 25 marca:
  - Aadu Must, estoński historyk, polityk i samorządowiec (zm. 2023)
  - Jacek Poletyło, polski brydżysta, sędzia i instruktor brydżowy
- 26 marca:
  - Zenon Białobrzeski, polski samorządowiec, wójt gminy Zbójna
  - Carl Wieman, amerykański fizyk, laureat Nagrody Nobla
  - Tadeusz Wrona, polski polityk, samorządowiec, prezydent Częstochowy
- 27 marca:
  - Nigel Cawthorne, amerykański dziennikarz, pisarz, popularyzator historii, wydawca
  - Elisabeth Högström, szwedzka curlerka
  - Sanja Ilić, serbski piosenkarz, klawiszowiec i kompozytor (zm. 2021)
  - Andriej Kozyriew, rosyjski polityk
  - Andrzej Markowiak, polski polityk, poseł na Sejm RP
  - Eduard Martin, czeski prozaik, poeta, dramaturg, wydawca
  - Anna Sobecka, polska polityk, poseł na Sejm RP
  - Chris Stewart, brytyjski pisarz, perkusista i współzałożyciel grupy Genesis
  - Muhammad Szatah, libański ekonomista, dyplomata, polityk (zm. 2013)
- 28 marca:
  - Philippe Ulrich, francuski projektant gier komputerowych, muzyk
  - Krzysztof Kozłowski, polski matematyk i inżynier automatyki i robotyki (zm. 2021)
- 29 marca – Roger Myerson, amerykański ekonomista, laureat Nagrody Banku Szwecji im. Alfreda Nobla w dziedzinie ekonomii
- 30 marca:
  - Klaus-Jürgen Grünke, niemiecki kolarz torowy
  - Jyrki Nieminen, fiński piłkarz
  - Siergiej Tierieszczenko, kazachski polityk, premier Kazachstanu (zm. 2023)
  - Anton Tkáč, słowacki kolarz torowy (zm. 2022)
  - Petyr Welikow, bułgarski szachista
- 31 marca:
  - Simon Dickie, nowozelandzki wioślarz (zm. 2017)
  - Roman Jasiakiewicz, polski prawnik, samorządowiec, prezydent Bydgoszczy
  - Andrea Losco, włoski polityk, prezydent Kampanii, eurodeputowany
  - Ryszard Mróz, polski aktor
  - Alojzy Pietrzyk, polski związkowiec, polityk, poseł na Sejm RP
- 1 kwietnia:
  - John Abizaid, amerykański generał pochodzenia arabskiego
  - Mustafa Moin, irański pediatra, polityk
  - Johanna Wanka, niemiecka matematyk, polityk
- 2 kwietnia:
  - Jerzy Ceranowski, polski inżynier, samorządowiec, polityk, prezydent Kutna, wicewojewoda płocki (zm. 2022)
  - Erwin Hadewicz, niemiecki piłkarz
  - Ayako Okamoto, japońska golfistka
  - Stanisław Sobczyński, polski piłkarz
  - Wojciech Świątkiewicz, polski socjolog, wykładowca akademicki
- 3 kwietnia:
  - Guillermo Afable, filipiński duchowny katolicki, biskup Digos
  - Peter Nieuwenhuis, holenderski kolarz torowy
- 4 kwietnia – Francesco De Gregori, włoski piosenkarz, autor tekstów, kompozytor
- 5 kwietnia:
  - José Vicente Conejero Gallego, argentyński duchowny katolicki, biskup Formosa
  - Jewgienij Gawrilenko, białoruski lekkoatleta, płotkarz
  - Nedim Gürsel, turecki pisarz
  - Dean Kamen, amerykański przedsiębiorca, wynalazca
  - Piotr Langosz, polski koszykarz
- 6 kwietnia:
  - Hilda Heine, polityk z Wysp Marshalla, prezydent
  - Víctor Polay, peruwiański rewolucjonista
  - Maria Zuba, polska polityk, poseł na Sejm RP
- 7 kwietnia:
  - Jean-Louis Borloo, francuski polityk
  - Hansi Estner, niemiecki biathlonista
  - Joanna Regulska, polska geograf
  - Janis Ian, amerykańska piosenkarka, autorka tekstów, pisarka
  - Elżbieta Wiśniewska, polska lekkoatletka, skoczkini wzwyż
- 8 kwietnia:
  - Andrzej Czulda, polski reżyser i scenarzysta filmów oświatowych i dokumentalnych
  - Geir Haarde, islandzki polityk, premier Islandii
  - Peta Toppano, australijska aktorka pochodzenia brytyjskiego
  - Wasił Tupurkowski, macedoński polityk
- 9 kwietnia:
  - Michał Jaroszyński, polski astronom, wykładowca akademicki
  - Maria Nichiforov, rumuńska kajakarka (zm. 2022)
  - Janusz Szydłowski, polski lektor
  - Michał Wojtalik, polski kardiochirurg dziecięcy, wykładowca akademicki
- 10 kwietnia:
  - Juan Ignacio Arrieta Ochoa de Chinchetru, hiszpański biskup katolicki
  - Hans Fagius, szwedzki organista
- 11 kwietnia:
  - Joseph Yapo Aké, duchowny katolicki z Wybrzeża Kości Słoniowej, arcybiskup Gagnoa
  - Bożena Szydłowska, polska polityk, samorządowiec, posłanka na Sejm RP
  - Ulf Wahlberg, szwedzki muzyk, kompozytor, producent muzyczny
- 12 kwietnia:
  - José Alfredo Caires de Nobrega, portugalski duchowny katolicki, biskup Mananjary na Madagaskarze
  - Henryk Cześnik, polski malarz, rysownik, pedagog
  - Jerzy Kuczera, polski aktor (zm. 2023)
  - Ewa Kulesza, polska prawnik, nauczycielka akademicka, urzędniczka państwowa
  - Aleksandr Machowikow, rosyjski piłkarz
  - Ray Mallock, brytyjski kierowca wyścigowy
  - Tom Noonan, amerykański aktor, reżyser i scenarzysta filmowy
  - Julio César Salcedo Aquino, meksykański duchowny katolicki, biskup Tlaxcali
  - Tim Walberg, amerykański polityk, kongresman ze stanu Michigan
- 13 kwietnia:
  - Peabo Bryson, amerykański piosenkarz
  - Marek Dąbrowski, polski ekonomista, polityk, poseł na Sejm RP
  - Kaci Kullmann Five, norweska politolog, polityk, przedsiębiorca, przewodnicząca Norweskiego Komitetu Noblowskiego (zm. 2017)
  - Joachim Streich, niemiecki piłkarz, trener (zm. 2022)
- 14 kwietnia:
  - Sergiusz (Polotkin), rosyjski biskup prawosławny
  - Antoni Tokarczuk, polski polityk, senator i poseł na Sejm RP, minister środowiska
  - Phankham Viphavanh, laotański polityk, premier Laosu
  - Gregory P. Winter, amerykański biochemik, laureat Nagrody Nobla
- 15 kwietnia:
  - Eugen Freund, austriacki dziennikarz
  - Marsha Ivins, amerykańska inżynier, astronautka
  - John Phillips, amerykański pilot lotnictwa morskiego, fizyk, astronauta
  - Ottomar Sachse, niemiecki bokser
  - Beatrix Schuba, austriacka łyżwiarka figurowa
- 16 kwietnia:
  - Bobby Almond, nowozelandzki piłkarz
  - Mordechaj ben Dawid, amerykański muzyk, piosenkarz pochodzenia żydowskiego
  - David Nutt, brytyjski psychiatra, psychofarmakolog
  - Katarzyna Skolimowska, polska aktorka
  - Anna Szczepaniak, polska aktorka (zm. 1979)
- 17 kwietnia:
  - Horst Hrubesch, niemiecki piłkarz, trener
  - Olivia Hussey, argentyńska aktorka (zm. 2024)
  - Paweł Śpiewak, polski socjolog (zm. 2023)
- 18 kwietnia:
  - Alaksandr Jakabson, białoruski inżynier budownictwa, polityk
  - Jozef Kalman, słowacki związkowiec, polityk
  - Pierre Pettigrew, kanadyjski polityk
  - Péter Török, węgierski piłkarz (zm. 1987)
  - Gerdi Verbeet, holenderska nauczycielka, polityk
- 19 kwietnia:
  - Jóannes Eidesgaard, farerski polityk, premier Wysp Owczych
  - Krzysztof Kamiński, polski aktor, lektor, reżyser (zm. 2023)
  - Pierre Lemaitre, francuski pisarz
  - Bogusław Nowicki, polski piosenkarz, kompozytor, autor tekstów
  - Enrique Pérez Lavado, wenezuelski duchowny katolicki, biskup Maturín
  - Bambang Kaswanti Purwo, indonezyjski językoznawca
  - Grzegorz Skrzypczak, polski agronom i nauczyciel akademicki
  - Maria Winiarska, polska aktorka
- 20 kwietnia:
  - Louise Jameson, brytyjska aktorka
  - Zbigniew Mentzel, polski prozaik, eseista, felietonista, filolog polski
- 21 kwietnia:
  - Tony Danza, amerykański aktor
  - Jean-Pierre Dardenne, belgijski reżyser filmowy
  - Michael Freedman, amerykański matematyk
  - Piotr Mowlik, piłkarz polski, bramkarz
  - Vladimír Špidla, czeski polityk, premier Czech, eurokomisarz
- 22 kwietnia:
  - Jerzy Adamski, polski samorządowiec, polityk, prezydent Tomaszowa Mazowieckiego, senator RP
  - Szemu’el Awital, izraelski pułkownik, rolnik, polityk
  - Paul Carrack, brytyjski muzyk, wokalista, członek zespołu Mike and the Mechanics
  - Zdzisław Dywan, polski filozof, logik, wykładowca akademicki (zm. 2020)
  - Witold Mazurczak, polski politolog, historyk, wykładowca akademicki
  - Danuta Siemieniuk, polska lekkoatletka, biegaczka średniodystansowa
- 23 kwietnia:
  - Tina Andrews, amerykańska aktorka, scenarzystka, producentka telewizyjna
  - Jacques Dudon, francuski kompozytor, wynalazca instrumentów muzycznych
  - Tor Fuglset, norweski piłkarz
  - Loek Hermans, holenderski polityk
  - Gaston Kaboré, burkiński reżyser
  - Jerzy Zacharko, polski działacz opozycji w PRL, lutnik (zm. 2021)
- 24 kwietnia:
  - Giuseppe Bausardo, egipski duchowny katolicki, wikariusz apostolski Aleksandrii
  - Przemysław Dymarski, polski inżynier
  - Enda Kenny, irlandzki polityk, premier Irlandii
  - Steven Lisberger, amerykański reżyser, producent i scenarzysta filmowy
- 25 kwietnia:
  - Bartolomé Caldentey, hiszpański kolarz torowy
  - Ian McCartney, brytyjski polityk
  - Marek Pijarowski, polski dyrygent, pedagog, multiinstrumentalista
  - José Luiz Plein, brazylijski piłkarz, trener
  - Tadeusz Rutkowski, polski sztangista
- 26 kwietnia:
  - John Battle, brytyjski polityk
  - Tor Bomann-Larsen, norweski pisarz, rysownik, autor książek dla dzieci
  - Michał Fajbusiewicz, polski dziennikarz
- 27 kwietnia:
  - Charles Brumskine, liberyjski prawnik, polityk (zm. 2019)
  - Ace Frehley, amerykański muzyk i wokalista rockowy
  - Jim Justice, amerykański polityk i przedsiębiorca
  - Viviane Reding, luksemburska dziennikarka, polityk
  - Freundel Stuart, barbadoski polityk, premier Barbadosu
- 28 kwietnia – Silvi Vrait, estońska piosenkarka, reprezentantka Estonii podczas 39. Konkursu Piosenki Eurowizji (zm. 2013)
- 29 kwietnia:
  - Ellen Crawford, amerykańska aktorka
  - Jean-Pierre Delville, belgijski biskup katolicki
  - Igor Mišina, słowacki duchowny luterański, biskup
  - Marie-Jo Zimmermann, francuska działaczka samorządowa, polityk
- 30 kwietnia:
  - Jarosław Barańczak, polski inżynier, polityk, senator RP
  - Danuta Rosani, polska lekkoatletka, dyskobolka
  - Jacek Rostowski, polski polityk, w latach 2007–2013 minister finansów
- 1 maja:
  - Álfheiður Ingadóttir, islandzka polityk
  - Michał Kwieciński, polski reżyser, scenarzysta i producent filmowy
  - Geoff Lees, brytyjski kierowca wyścigowy
  - Sally Mann, amerykańska artystka-fotografik
- 2 maja:
  - Andrzej Nowakowski, polski polityk, wojewoda wielkopolski
  - Andrzej Rusko, polski przedsiębiorca, działacz sportowy
  - Dmitrij Stukałow, rosyjski lekkoatleta, płotkarz i sprinter
- 3 maja:
  - Jan Krzysztof Bielecki, polski ekonomista, bankowiec, polityk, premier RP
  - Grażyna Brodzińska, polska śpiewaczka operowa, aktorka
  - Christopher Cross, amerykański piosenkarz, kompozytor
  - Pierre Lellouche, francuski polityk
  - Massimo Ranieri, włoski piosenkarz
  - Angelo Spinillo, włoski duchowny katolicki, biskup Aversy
  - Hilarion (Szukało), ukraiński biskup prawosławny
  - Tatjana Tołstoj, rosyjska pisarka
- 4 maja:
  - Colin Bass, brytyjski basista, członek zespołu Camel
  - Rolf de Heer, australijski reżyser i producent filmowy pochodzenia holenderskiego
  - Jackie Jackson, amerykański piosenkarz
  - Gérard Jugnot, francuski aktor, reżyser, scenarzysta i producent filmowy
  - Mick Mars, amerykański gitarzysta, członek zespołu Mötley Crüe
  - Hans-Jörg Pfister, szwajcarski piłkarz
  - Heinz Wirthensohn, szwajcarski szachista
- 5 maja:
  - Cyprien Katsaris, francuski kompozytor, pianista pochodzenia cypryjskiego
  - Milan Špinka, czeski żużlowiec (zm. 2024)
- 6 maja:
  - William Lori, amerykański duchowny katolicki, arcybiskup metropolita Baltimore
  - Ewa Mes, polska polityk, wojewoda kujawsko-pomorski
  - Żaksyłyk Üszkempyrow, kazachski zapaśnik (zm. 2020)
- 7 maja:
  - Ireneusz Dudek, polski wokalista, instrumentalista, kompozytor, autor tekstów
  - Janina Fialkowska, kanadyjska pianistka pochodzenia polskiego
  - Bernie Marsden, brytyjski gitarzysta, wokalista, kompozytor (zm. 2023)
  - Burchell McPherson, jamajski duchowny katolicki, biskup Montego Bay
  - Richard Pinhas, francuski awangardowy muzyk rockowy
  - Robert Vasa, amerykański duchowny katolicki pochodzenia czeskiego, biskup Santa Rosa w Kalifornii
- 8 maja:
  - Philip Bailey, amerykański wokalista
  - Chris Frantz, amerykański muzyk i producent muzyczny
  - Horst Schütz, niemiecki kolarz szosowy i torowy
  - Andrzej Sośnierz, polski lekarz, polityk
- 9 maja:
  - Włodzimierz Gromski, polski prawnik, wykładowca akademicki
  - Roman Karkosik, polski przedsiębiorca, inwestor giełdowy
  - Alley Mills, amerykańska aktorka
- 10 maja:
  - Alicja Chybicka, polska lekarka
  - Wiktor Marek Leyk, polski społecznik i polityk
  - Christine Muzio, francuska florecistka (zm. 2018)
  - Janusz Pająk, polski chemik
- 11 maja:
  - Léon Bertrand, francuski samorządowiec, polityk
  - Francis Kerbiriou, francuski lekkoatleta, sprinter
  - Corinne Lepage, francuska polityk
  - Lyn McClements, australijska pływaczka
- 12 maja:
  - Krzysztof Bąk, polski duchowny rzymskokatolicki
  - Gustaaf Hermans, belgijski kolarz szosowy i przełajowy
  - Gunnar Larsson, szwedzki pływak
- 13 maja – Jerzy Lechnerowski, polski samorządowiec, burmistrz Kórnika
- 14 maja:
  - Jay Beckenstein, amerykański saksofonista jazzowy
  - Andrzej Person, polski dziennikarz sportowy, polityk, senator RP
  - Leszek Skorupa, polski sztangista (zm. 2018)
- 15 maja:
  - Kaye Hall, amerykańska pływaczka
  - Isa Mustafa, kosowski polityk, premier Kosowa
  - Dariusz Szpakowski, polski dziennikarz i komentator sportowy
  - Frank Wilczek, amerykański fizyk pochodzenia polsko-włoskiego, laureat Nagrody Nobla
- 16 maja:
  - Claudio Baglioni, włoski piosenkarz, kompozytor
  - Christian Lacroix, francuski projektant mody, producent perfum
  - Jonathan Richman, amerykański wokalista i gitarzysta rockowy
  - Emmanuel Todd, francuski demograf, politolog, socjolog, historyk
- 17 maja – Ryū Matsumoto, japoński polityk (zm. 2018)
- 18 maja:
  - Jim Sundberg, amerykański baseballista
  - Veltto Virtanen, fiński muzyk rockowy i polityk
  - Angela Voigt, niemiecka lekkoatletka, skoczkini w dal (zm. 2013)
- 19 maja:
  - Karl Brunner, włoski saneczkarz
  - Victoria Chaplin, brytyjsko-amerykańska artystka cyrkowa
  - Dianne Holum, amerykańska łyżwiarka szybka
- 20 maja:
  - Thomas Akers, amerykański astronauta
  - Wolfgang Büscher, niemiecki dziennikarz, pisarz, podróżnik
  - Mike Crapo, amerykański polityk, senator ze stanu Idaho
  - Peter Ollerton, australijski piłkarz pochodzenia węgierskiego
- 21 maja:
  - Jurij Czajka, rosyjski prawnik, prokurator generalny
  - Al Franken, amerykański aktor komediowy, polityk, senator ze stanu Minnesota
  - Armando Larios Jiménez, kolumbijski duchowny katolicki, biskup Riohacha (zm. 2021)
  - Marek Wronko, polski operator dźwięku
- 22 maja:
  - Mečys Laurinkus, litewski polityk, dyplomata
  - Wiesław Sławik, polski aktor
- 23 maja:
  - Anatolij Karpow, rosyjski szachista
  - Grzegorz Piotrowski, polski oficer SB, zabójca
  - Andonis Samaras, grecki polityk, premier Grecji
- 25 maja:
  - François Bayrou, francuski polityk
  - Bob Gale, amerykański scenarzysta filmowy
  - Janusz Mikulicz, polski polityk, poseł na Sejm RP (zm. 2015)
  - Roman Paszke, polski żeglarz, kapitan jachtowy, konstruktor
- 26 maja:
  - José Francisco Jovel, salwadorski piłkarz
  - David Kabua, polityk Wysp Marshalla, prezydent Wysp Marshalla
  - Oldřich Rott, czeski piłkarz
- 27 maja:
  - Ana Belén, hiszpańska śpiewaczka, aktorka
  - Danuta Hocheker, polska brydżystka
  - Tomasz Rodowicz, polski historyk filozofii, muzyk, aktor, reżyser teatralny
  - Stepan Chapman, pisarz fantastyki (zm. 2014)
- 28 maja:
  - Janusz Grenda, polski aktor
  - Velimir Ilić, serbski polityk
- 29 maja:
  - Don Baird, australijski lekkoatleta, tyczkarz
  - Manuel Gomes, portugalski trener piłkarski
  - Bernard Jąder, polski żużlowiec, trener
  - Maximino Martínez Miranda, meksykański duchowny katolicki, biskup pomocniczy Toluca
  - Michael McDowell, irlandzki, prawnik, polityk
  - Michael O’Neill, amerykański aktor
  - Andrzej Rachuba, polski historyk
- 30 maja:
  - Jerzy Budnik, polski polityk, poseł na Sejm RP
  - Fernando Lugo, paragwajski były biskup katolicki, polityk, prezydent Paragwaju
  - Jacek Santorski, polski psycholog, psychoterapeuta, wydawca, przedsiębiorca
  - Søren Spanning, duński aktor (zm. 2020)
  - Stephen Tobolowsky, amerykański aktor pochodzenia polskiego
- 31 maja:
  - José Isidro Guerrero Macías, meksykański duchowny katolicki, biskup Mexicali (zm. 2022)
  - Karl-Hans Riehm, niemiecki lekkoatleta, młociarz
  - Wacława Wojtala, polska ekonomistka, urzędniczka państwowa
- 1 czerwca:
  - Richard Hellsén, szwedzki żużlowiec
  - Krystyna Mandecka, polska lekkoatletka, sprinterka
  - Roman Napierała, polski polityk, burmistrz Ostroroga
- 2 czerwca:
  - Zygmunt Duczyński, polski reżyser teatralny (zm. 2006)
  - Henryk Miśkiewicz, polski saksofonista altowy
  - Arnold Mühren, holenderski piłkarz
- 3 czerwca:
  - Jill Biden, amerykańska pedagog, pierwsza dama
  - Marlene Elejalde, kubańska lekkoatletka, sprinterka (zm. 1989)
  - Zbigniew Marek Hass, polski aktor, reżyser teatralny, polityk
  - Satu Hassi, fińska polityk, eurodeputowana
  - Jerzy Jezierski, polski matematyk
- 4 czerwca:
  - Bronisław Malinowski, polski lekkoatleta, długodystansowiec (zm. 1981)
  - Kerai Mariur, palauski polityk
  - Rutilo Muñoz Zamora, meksykański duchowny katolicki, biskup Coatzacoalcos
  - Anna Prokop-Staszecka, polska internistka, mikrobiolog, serolog, pulmonolog, wykładowczyni akademicka
  - Yvonne van Rooy, holenderska menedżer, polityk, eurodeputowana
- 5 czerwca:
  - Alberto Campos Hernández, peruwiański duchowny katolicki, wikariusz apostolski San José de Amazonas
  - Manuel Fernandes, portugalski piłkarz, trener (zm. 2024)
  - Marieta Janaku, grecka lekarka, polityk (zm. 2022)
  - Silvio Longobucco, włoski piłkarz (zm. 2022)
- 6 czerwca:
  - Frank Fahey, irlandzki nauczyciel, polityk
  - Paulo Kassoma, angolski polityk, premier Angoli
  - Boris Łukomski, rosyjski szpadzista
  - Geraldine McCaughrean, brytyjska pisarka
  - Jesse Mercado, filipiński duchowny katolicki, biskup Parañaque
  - Michele Seccia, włoski duchowny katolicki, biskup Teramo-Atri, arcybiskup Lecce
  - Nicole Thomas-Mauro, francuska polityk, działaczka społeczna
- 7 czerwca:
  - Krystyna Czaplicka-Kolarz, polska profesor nauk medycznych
  - Philip Davis, bahamski polityk
  - Pirkko Helenius, fińska lekkoatletka, skoczkini w dal
  - Iwan Jankow, bułgarski zapaśnik
  - Józef Kusiak, polski historyk, polityk, samorządowiec, prezydent Jeleniej Góry
  - Tomasz Łodygowski, polski inżynier budownictwa i nauczyciel akademicki
  - Jacek Niedźwiedzki, polski tenisista, trener (zm. 2021)
  - Józef Krzysztof Oraczewski, polski malarz, autor instalacji
- 8 czerwca:
  - Irina Akułowa, radziecka i rosyjska aktorka
  - Thea Einöder, niemiecka wioślarka
  - Peter Ficker, brazylijski żeglarz sportowy
  - Pirjo Häggman, fińska lekkoatletka, sprinterka
  - Franz Konrad, austriacki kierowca wyścigowy
  - Olga Jackowska, polska wokalistka, członkini zespołu Maanam (zm. 2018)
  - Miguel Ángel Moratinos, hiszpański dyplomata, polityk
  - Tony Rice, amerykański gitarzysta (zm. 2020)
  - Norodom Sirivudh, kambodżański książę, polityk
  - Bonnie Tyler, walijska piosenkarka
- 9 czerwca:
  - Pete Gill, brytyjski perkusista
  - James Newton Howard, amerykański kompozytor muzyki filmowej
  - Dave Parker, amerykański baseballista (zm. 2025)
  - Brian Taylor, amerykański koszykarz
  - Terry Uttley, brytyjski gitarzysta, członek zespołu Smokie (zm. 2021)
- 10 czerwca:
  - Gottfried Döhn, niemiecki wioślarz
  - Alicia Giménez Bartlett, hiszpańska pisarka
  - Tadeusz Lampka, polski producent filmowy
  - Burglinde Pollak, niemiecka lekkoatletka, wieloboistka
  - Ab Wolders, holenderski strongman
- 11 czerwca:
  - Jan Brzeźny, polski kolarz szosowy
  - Francisco de Gouveia, południowoafrykański duchowny katolicki, biskup Oudtshoorn
  - Lionel Malingre, francuski lekkoatleta, sprinter
  - Michel Raymond, francuski rolnik, polityk, eurodeputowany
  - Julia Smykowska, polska organistka, pedagog
- 12 czerwca:
  - Jurij Kostenko, ukraiński polityk
  - Eckhard Martens, niemiecki wioślarz
  - Hans Niessl, austriacki polityk, starosta krajowy Burgenlandu
- 13 czerwca:
  - Claude Andrey, szwajcarski piłkarz, trener
  - Anna Karpowicz-Westner, polska malarka
  - Janusz Lewandowski, polski ekonomista, polityk, poseł na Sejm RP, minister przekształceń własnościowych, eurodeputowany i eurokomisarz
  - Antoni Pawlak, polski sztangista
  - Stellan Skarsgård, szwedzki aktor
  - Richard Thomas, amerykański aktor
  - Tapani Tölli, fiński polityk
- 14 czerwca:
  - Paul Boateng, brytyjski polityk pochodzenia ghańskiego
  - Tadeusz Haręza, polski motorowodniak
  - Aleksandr Sokurow, rosyjski reżyser i scenarzysta filmowy
  - Alicja Wierzba, polska lekkoatletka, skoczkini w dal
- 15 czerwca:
  - Álvaro Colom, gwatemalski polityk, prezydent Gwatemali (zm. 2023)
  - John Redwood, brytyjski polityk
  - Johan Remkes, holenderski polityk, wicepremier, burmistrz Hagi
  - Todd Tiahrt, amerykański polityk
  - Jan Tulik, polski poeta, prozaik, dramaturg, eseista, publicysta
  - Steve Welsh, amerykański wokalista, klawiszowiec, członek zespołu Kansas
- 16 czerwca:
  - Charlie Dominici, amerykański muzyk, wokalista, członek zespołu Dream Theater (zm. 2023)
  - Roberto Durán, panamski bokser
  - Jan Knapik, polski samorządowiec i polityk, poseł na Sejm IV kadencji (zm. 2012)
  - Purnomo Yusgiantoro, indonezyjski inżynier, polityk
- 17 czerwca – Starhawk, amerykańska pisarka, feministka pochodzenia żydowskiego
- 18 czerwca:
  - Ephrem Yousif Abba Mansoor, iracki duchowny katolicki, obrządku syryjskiego, arcybiskup Bagdadu
  - Jerry McNerney, amerykański polityk, kongresman ze stanu Kalifornia
  - Steve Miner, amerykański aktor, reżyser i producent filmowy
  - Nobutaka Taguchi, japoński pływak
  - Carlo Trigilia, włoski socjolog, polityk
- 19 czerwca:
  - Ajman az-Zawahiri, egipski terrorysta (zm. 2022)
  - Mieczysław Bieniek, polski generał
  - Ghafour Jahani, irański piłkarz
  - Reza Kianian, irański aktor, muzyk
  - Francesco Moser, włoski kolarz szosowy i torowy
- 20 czerwca:
  - Anna Bolecka, polska pisarka
  - Đuro Gašparović, chorwacki duchowny katolicki, biskup sremski
  - Tress MacNeille, amerykańska aktorka dubbingowa
  - Paul Muldoon, północnoirlandzki poeta
  - Stefan Regmunt, polski duchowny katolicki, biskup zielonogórsko-gorzowski
  - Bruce Wilson, kanadyjski piłkarz
- 21 czerwca:
  - Pierre Abbou, francuski aktor
  - Jerzy Domański, polski dziennikarz, działacz sportowy
  - Maciej Graniecki, polski urzędnik państwowy
  - Paweł Kuczyński, polski basista, członek zespołu Republika
  - Walerij Sawin, radziecki skoczek narciarski
  - Alan Silson, brytyjski gitarzysta, członek zespołu Smokie
- 22 czerwca:
  - Ali Farzat, syryjski karykaturzysta
  - Phil Krueger, amerykański kierowca wyścigowy
  - Rosario Murillo, nikaraguańska polityczka
  - Waldemar Nocny, polski historyk, pedagog, pisarz, samorządowiec
  - Giedrius Petružis, litewski inżynier, polityk
  - Patrick Revelli, francuski piłkarz
  - Manuel Inocêncio Sousa, kabowerdyjski polityk
  - Pablo Vizcaino Prado, gwatemalski duchowny katolicki, biskup Suchitepéquez–Retalhuleu
- 23 czerwca:
  - Ylljet Aliçka, albański pisarz, scenarzysta filmowy, dyplomata
  - Piotr Kowalski, polski malarz, pedagog
  - Jim Metzler, amerykański aktor
  - Michèle Mouton, francuska kierowca rajdowa
  - Anna Šabatová, czechosłowacka dysydentka, działaczka na rzecz praw człowieka
- 24 czerwca:
  - Raelene Boyle, australijska lekkoatletka, sprinterka
  - Juan Bautista Gavilán, paragwajski duchowny katolicki, biskup Coronel Oviedo
  - Jan Pamuła, polski ekonomista i polityk, poseł na Sejm RP
  - Jan Wojcieszczuk, polski polityk
- 25 czerwca – Anthony DeCurtis, amerykański krytyk muzyczny
- 26 czerwca:
  - Andrzej Bek, polski kolarz torowy
  - Pamela Bellwood, amerykańska aktorka
  - Lieuwe de Boer, holenderski łyżwiarz szybki
  - Małgorzata Borowska, polska filolog klasyczna
  - Clarence Hill, bermudzki bokser
  - Leszek Marks, polski geolog, wykładowca akademicki
- 27 czerwca:
  - Ulf Andersson, szwedzki szachista
  - Julia Duffy, amerykańska aktorka
  - Andy Evans, amerykański kierowca wyścigowy
  - Leonard Fraser, australijski seryjny morderca (zm. 2007)
  - Sidney Gutierrez, amerykański pilot wojskowy, astronauta pochodzenia meksykańskiego
  - Corneliu Ion, rumuński strzelec sportowy
  - Włodzimierz Jakób, polski sztangista (zm. 2020)
  - Mary McAleese, irlandzka polityk, prezydent Irlandii
  - Beno Otręba, polski basista, członek zespołu Dżem
  - Krzysztof Śniegocki, polski prawnik (zm. 2006)
- 28 czerwca:
  - Ray Boyd, australijski lekkoatleta, tyczkarz
  - Giuseppe Giuliano, włoski duchowny katolicki, biskup Lucera-Troia
  - Rolf Milser, niemiecki sztangista
  - Henryk Orfinger, polski przedsiębiorca
  - János Rovnyai, węgierski zapaśnik
  - Daniel Ruiz, hiszpański piłkarz narodowości baskijskiej
- 29 czerwca:
  - Charles Balvo, amerykański duchowny katolicki, arcybiskup, nuncjusz apostolski
  - Janusz Brzozowski, polski piłkarz ręczny
  - Ray Lunny III, amerykański bokser
  - Don Rosa, amerykański autor komiksów pochodzenia włoskiego
- 30 czerwca:
  - Celeste Cardona, portugalska prawnik, polityk
  - Stanley Clarke, amerykański muzyk jazzowy
  - Geneviève Gambillon, francuska kolarka szosowa i torowa
  - Andrzej Kwietniewski, polski plastyk
  - Stephen Oswald, amerykański pilot wojskowy, astronauta
- 1 lipca:
  - Abdoulkader Kamil Mohamed, dżibutyjski polityk, premier Dżibuti
  - Daria Nałęcz, polska historyk (zm. 2022)
  - Alaksandr Radźkou, białoruski pedagog, działacz społeczny i państwowy, minister oświaty
  - Fred Schneider, amerykański wokalista, perkusista, członek zespołu The B-52’s
- 2 lipca:
  - Antonio Cancian, włoski przedsiębiorca, polityk
  - Wiesław Gawlikowski, polski strzelec sportowy
  - Attila Pataky, węgierski muzyk, wokalista, członek zespołu Edda Művek
  - Michele Santoro, włoski dziennikarz i prezenter telewizyjny
  - Dietrich Zander, niemiecki wioślarz
- 3 lipca:
  - Fidel León Cadavid Marín, kolumbijski duchowny katolicki, biskup Sonsón-Rionegro
  - Tadeusz Gawin, polski związkowiec, polityk, poseł na Sejm RP
  - Pero Sudar, bośniacki duchowny katolicki, biskup pomocniczy Sarajewa
- 4 lipca:
  - John Alexander, australijski tenisista, polityk
  - Slavica Đukić Dejanović, serbska lekarka, polityk
  - Ryszard Skrobek, polski szachista (zm. 2023)
  - Jan Szomburg, polski ekonomista, publicysta
- 5 lipca:
  - Henryk Cugier, polski astrofizyk, wykładowca akademicki
  - Robert McManus, amerykański duchowny katolicki, biskup Worcester
  - Atanas Paparizow, bułgarski polityk, eurodeputowany
  - Maartje van Putten, holenderska dziennikarka, polityk, eurodeputowana
  - Margarita Sztyrkełowa, bułgarska koszykarka (zm. 2025)
  - Gilbert Van Binst, belgijski piłkarz (zm. 2025)
  - Roger Wicker, amerykański polityk, senator
- 6 lipca:
  - Barbara Bień, polska lekarka
  - Geert Bourgeois, belgijski i flamandzki polityk
  - Adrian Iorgulescu, rumuński kompozytor, muzykolog, polityk
  - Stefan Lis, polski chemik, wykładowca akademicki
  - Geoffrey Rush, australijski aktor, producent filmowy
  - Simon-Pierre Saint-Hillien, haitański duchowny katolicki, biskup Hinche (zm. 2015)
- 7 lipca:
  - Menachem Ben-Sason, izraelski historyk, polityk
  - Shigemi Ishii, japoński piłkarz
  - Joachim Lamża, polski aktor
  - James Longley, amerykański prawnik, przedsiębiorca, polityk
  - Romualdas Požerskis, litewski fotograf
- 8 lipca:
  - Anjelica Huston, amerykańska aktorka i reżyser
  - Adalberto Martínez, paragwajski duchowny katolicki, biskup Villarrica del Espíritu Santo
- 9 lipca:
  - Chris Cooper, amerykański aktor
  - Māris Gailis, łotewski przedsiębiorca, polityk, premier Łotwy
  - Eugeniusz Knapik, polski kompozytor, pianista
  - Anna Tomaszewska, polska aktorka
- 10 lipca:
  - Donato Bilancia, włoski seryjny morderca (zm. 2020)
  - Hans Joachim Czub, niemiecki prawnik, sędzia Federalnego Trybunału Sprawiedliwości (zm. 2016)
  - Brian Ford, nowozelandzki rugbysta
  - Wilson Tadeu Jönck, brazylijski duchowny katolicki, arcybiskup Florianópolis
  - Dorota Kawęcka, polska aktorka, reżyser dubbingu (zm. 2020)
  - Anna Teresa Pietraszek, polska reżyserka, dokumentalistka, operatorka, fotografka, dziennikarka, taterniczka, alpinistka
  - Rajnath Singh, indyjski polityk
  - Phyllis Smith, amerykańska aktorka
  - Romulo Valles, filipiński duchowny katolicki, arcybiskup Davao
- 11 lipca:
  - Wiaczesław Anisin, rosyjski hokeista, trener
  - Jehoszua Gal, izraelski piłkarz
  - Klaus-Peter Justus, niemiecki lekkoatleta, średniodystansowiec
  - Jerzy Kupiec-Węgliński, polski chirurg, transplantolog, immunolog
  - Wolfgang Maibohm, niemiecki siatkarz
  - Walter Meeuws, belgijski piłkarz
  - Nikołaj Patruszew, rosyjski generał, polityk
  - Aleksandër Peçi, albański kompozytor
- 12 lipca:
  - Brian Grazer, amerykański producent filmowy i telewizyjny
  - Cheryl Ladd, amerykańska aktorka
  - Sylvia Sass, węgierska śpiewaczka operowa
  - Piotr Pustelnik, polski alpinista, himalaista
- 13 lipca:
  - Rob Bishop, amerykański polityk, kongresman ze stanu Utah
  - Didi Conn, amerykańska aktorka
  - Henryk Tomasz Kaiser, polski fotografik
  - Ewa Kolasińska, polska aktorka
  - Józef Król, polski polityk, samorządowiec, prezydent Bolesławca
  - Marek Piekarczyk, polski wokalista, członek zespołu TSA
  - Mirosław Wodzyński, polski lekkoatleta, płotkarz
- 14 lipca:
  - Andrzej Gmitruk, polski trener i menedżer bokserski (zm. 2018)
  - Věra Kopecká, czeska poetka, fotografka, tłumaczka i nauczycielka
  - Władysław Stecyk, polski zapaśnik
- 15 lipca: 
  - Ján Lunter, słowacki samorządowiec
  - Jesse Ventura, amerykański wrestler, polityk
- 16 lipca:
  - Dan Bricklin, amerykański informatyk pochodzenia żydowskiego
  - Giuseppe Marciante, włoski duchowny katolicki, biskup Cefalù
  - Alexandru Ioan Morțun, rumuński lekarz, polityk
- 17 lipca – Mark Bowden, amerykański dziennikarz i pisarz
- 18 lipca:
  - Elio Di Rupo, belgijski polityk, premier Belgii
  - Margo Martindale, amerykańska aktorka
  - Władysław Szczepański, polski grafik
- 19 lipca:
  - Abel Ferrara, amerykański reżyser, aktor, scenarzysta i producent filmowy
  - Anna Knysok, polska polityk, poseł na Sejm RP, wiceminister zdrowia
  - Danuta Przywara, polska socjolog i działacz społeczna
- 20 lipca:
  - Björn Andersson, szwedzki piłkarz
  - Paulette Bourgeois, kanadyjska pisarka, autorka książek dla dzieci
  - Anna Dymna, polska aktorka, działaczka społeczna
  - Danuta Nowicka, polska działaczka związkowa, polityk, posłanka na Sejm RP
  - Jeff Rawle, brytyjski aktor
- 21 lipca:
  - Richard Gozney, brytyjski polityk, dyplomata
  - Robin Williams, amerykański aktor, komik (zm. 2014)
- 22 lipca:
  - Andrzej Arciszewski, polski aktor, lalkarz
  - Ghaleb Bader, jordański duchowny katolicki, arcybiskup Algieru
  - Giovanni Battaglin, włoski kolarz szosowy
  - Daniel I, rumuński duchowny, teolog, patriarcha Rumuńskiego Kościoła Prawosławnego
  - Oleg Gazmanow, rosyjski piosenkarz, kompozytor, poeta
  - Jolanta Kozak, polska tłumaczka
- 23 lipca:
  - Juan Vicente Córdoba Villota, ekwadorski duchowny katolicki, biskup Fontibón w Kolumbii
  - Thierry Cornillet, francuski prawnik, polityk, eurodeputowany
  - Eugeniusz Helbert, polski artysta fotograf
  - Fritz Kiersch, amerykański reżyser, scenarzysta i producent filmowy
  - Teruhiko Miyahara, japoński zapaśnik
  - Wojciech Rawecki, polski reżyser i operator filmowy
  - Dave Roberts, amerykański lekkoatleta, tyczkarz
  - Juan Vicente Córdoba Villota, ekwadorski duchowny katolicki
- 24 lipca:
  - Lynda Carter, amerykańska aktorka, piosenkarka
  - Wojciech Ligęza, polski historyk literatury
  - Zbigniew Mikołejko, polski filozof i historyk religii, eseista, pedagog (zm. 2024)
  - Kristina Taberyová, czeska reżyserka teatralna (zm. 2023)
- 25 lipca:
  - Longin Chlebowski, polski pracownik komunikacji miejskiej, działacz opozycji w czasach PRL
  - Mahamadou Danda, nigerski polityk, premier Nigru
  - György Frunda, rumuński prawnik, polityk pochodzenia węgierskiego
  - Myron Jankiw, ukraiński ekonomista, polityk, dyplomata
  - Jurij Kowalczuk, rosyjski przedsiębiorca
  - Krzysztof Sielicki, polski dziennikarz, krytyk teatralny
  - Verdine White, amerykański basista
- 26 lipca:
  - Stanisław Babiak, polski generał brygady
  - Bernard Challandes, szwajcarski piłkarz, trener
  - Sabine Leutheusser-Schnarrenberger, niemiecka prawnik, polityk
  - Marian Lewicki, polski polityk, inżynier elektryk, senator RP
  - William McArthur, amerykański pułkownik, pilot wojskowy, inżynier, astronauta
  - Pieter Mulder, południowoafrykański polityk
- 27 lipca:
  - Bernardo Atxaga, baskijski pisarz
  - Kunegunda Godawska, polska kajakarka
  - Kazuo Saitō, japoński piłkarz
  - Jerzy Ulczyński, polski wioślarz, trener
- 28 lipca: 
  - Santiago Calatrava, hiszpański architekt, inżynier budownictwa
  - Ryszard Wryk, polski historyk
- 29 lipca:
  - Claude Bartolone, francuski polityk
  - Susan Blackmore, brytyjska psycholog, memetyk
  - Fernando José Castro Aguayo, wenezuelski duchowny katolicki, biskup Margarity
  - Mario Delpini, włoski duchowny katolicki, arcybiskup Mediolanu
  - Cristina Narbona, hiszpańska ekonomistka, wykładowczyni akademicka, polityk, dyplomata
  - Christine Razanamahasoa, madagaskarska prawniczka i polityczka
  - Tadeusz Zawada, polski kolarz szosowy
- 30 lipca:
  - Kazimierz Kowalski, polski śpiewak operowy (bas) (zm. 2021)
  - Erwin Leder, austriacki aktor
  - Jacek Paśniczek, polski filozof, logik
- 31 lipca:
  - Evonne Goolagong, australijska tenisistka
  - Andrzej Sławiński, polski ekonomista, profesor ekonomii
- 1 sierpnia:
  - Jean-Pierre Bassène, senegalski duchowny katolicki, biskup Koldy
  - Jürgen Fanghänel, niemiecki bokser
  - Riad Haidar, polski pediatra, samorządowiec, polityk, poseł na Sejm RP pochodzenia syryjskiego (zm. 2023)
  - Akbarszo Iskandarow, tadżycki polityk, dyplomata
  - Guy Martinolle, francuski kierowca wyścigowy
  - Lech Witkowski, polski profesor filozofii edukacji, filozofii kultury i epistemologii
- 2 sierpnia:
  - Steve Hillage, brytyjski muzyk, kompozytor, wokalista, producent muzyczny
  - Joe Lynn Turner, amerykański wokalista, członek zespołów: Rainbow i Deep Purple
  - Per Westerberg, szwedzki ekonomista, polityk
- 3 sierpnia:
  - Liz Barnes, brytyjska lekkoatletka, biegaczka średniodystansowa
  - Paolo Bertolucci, włoski tenisista, trener
  - Marcel Dionne, kanadyjski hokeista
  - Axel Poniatowski, francuski polityk
  - Hans Schlegel, niemiecki fizyk, astronauta
  - Zozym (Szioszwili), gruziński biskup prawosławny
  - Lucien Weiler, luksemburski prawnik, polityk
- 4 sierpnia:
  - Andris Bērziņš, łotewski polityk, premier Łotwy
  - Tadeusz Gaworzewski, polski malarz, rysownik
  - José Luis Trejo, meksykański piłkarz, trener
  - Jerzy Wierchowicz, polski adwokat, polityk, poseł na Sejm RP, sędzia Trybunału Stanu
- 5 sierpnia:
  - Edmund Czynszak(inne języki), polski poeta
  - Franz-Peter Hofmeister, niemiecki lekkoatleta, sprinter
  - Milo Kurtis, polski multiinstrumentalista pochodzenia greckiego
  - Hun Sen, kambodżański polityk, premier Kambodży
- 6 sierpnia:
  - Francesco Beschi, włoski duchowny katolicki, biskup Bergamo
  - Marian Binek, polski profesor nauk weterynaryjnych
  - Ignacio Bosque, hiszpański językoznawca, leksykograf, wykładowca akademicki
  - Krystyna Chojnicka, polska prawnik, wykładowczyni akademicka
  - Mike Green, amerykański koszykarz
  - Catherine Hicks, amerykańska aktorka
- 7 sierpnia – Gary Hall Sr., amerykański pływak
- 8 sierpnia:
  - Martin Brest, amerykański aktor, reżyser, producent i scenarzysta filmowy
  - Mamoru Oshii, japoński reżyser i scenarzysta filmowy
  - Louis van Gaal, holenderski piłkarz, trener
- 9 sierpnia – Michaele Schreyer, niemiecka polityk
- 10 sierpnia:
  - Jerzy Barzowski, polski polityk, samorządowiec, poseł na Sejm RP
  - Mario Galindo, chilijski piłkarz
  - Ricardo López Murphy, argentyński ekonomista, polityk
  - Salvador Salguero, peruwiański piłkarz
  - Juan Manuel Santos, kolumbijski dziennikarz, polityk, prezydent Kolumbii
  - Wiesław Tokarz, polski hokeista
- 11 sierpnia:
  - Jacek Błażewicz, polski inżynier informatyk, profesor nauk technicznych
  - Tuulikki Jahre, szwedzka kolarka szosowa pochodzenia fińskiego
  - Zbigniew Kowalewski, polski geodeta, himalaista
- 12 sierpnia:
  - Andrzej Blumenfeld, polski aktor (zm. 2017)
  - Jan Bobak, polski lutnik
  - Giulio Leoni, włoski pisarz
  - Stanisław Goldstein, polski matematyk
  - Klaus Toppmöller, niemiecki piłkarz, trener
- 13 sierpnia:
  - Jan Kisiel, polski piłkarz, trener
  - Jan Olech, polski rolnik, polityk, senator RP
- 14 sierpnia:
  - Jean-Christophe Cambadélis, francuski polityk
  - Kōji Kuramoto, japoński judoka
  - Halina Lercher, polska aktorka pochodzenia żydowskiego (zm. 2024)
- 15 sierpnia:
  - Grzegorz Nowak, polski dyrygent
  - Marian Zacharski, polski oficer wywiadu cywilnego
- 16 sierpnia:
  - Lorenzo Cesa, włoski polityk
  - Elias Khoury Sleman, syryjski duchowny maronicki, biskup Latakii
  - Feliks Przytycki, polski profesor nauk matematyczno-przyrodniczych
- 17 sierpnia:
  - Wesley Eure, amerykański aktor, reżyser, scenarzysta i producent telewizyjny
  - Robert Joy, kanadyjski aktor, kompozytor
  - Konrad Weise, niemiecki piłkarz, trener
- 18 sierpnia:
  - Vito Bardi, włoski generał Gwardii Finansowej, polityk
  - Christa Köhler, niemiecka skoczkini do wody
  - Teri McMinn, amerykańska aktorka
  - Zbigniew Płaszewski, polski piłkarz
- 19 sierpnia:
  - John Deacon, brytyjski basista, członek zespołu Queen
  - Piotr Domaradzki, polski realizator dźwięku
  - János Karácsony, węgierski gitarzysta, członek zespołu Locomotiv GT
  - Gustavo Santaolalla, argentyński kompozytor muzyki filmowej
- 20 sierpnia:
  - Greg Bear, amerykański pisarz science fiction (zm. 2022)
  - Barbara Imiołczyk, polska polityk, posłanka na Sejm RP
  - André Nzapayeké, środkowoafrykański ekonomista, polityk, premier Republiki Środkowoafrykańskiej
  - Tomasz Peta, polski duchowny katolicki, arcybiskup archidiecezji w Astanie w Kazachstanie
  - Andrzej Romanowski, polski literaturoznawca
  - Ryszard Tomaszewski. polski sztangista
- 21 sierpnia: 
  - Bernhard Germeshausen, niemiecki bobsleista (zm. 2022)
  - Karekin II, duchowny Apostolskiego Kościoła Ormiańskiego
- 22 sierpnia:
  - Luís Capoulas Santos, portugalski polityk
  - Jolanta Maria Kaleta, polska historyk, politolog, pisarka
  - Wacław Kostrzewa, polski poeta
  - Ewa Wójciak, polska aktorka, reżyserka teatralna
- 23 sierpnia:
  - Halina Abramczyk, polska fizyk, chemik
  - Waldemar Dąbrowski, polski polityk, minister kultury
  - Piotr Wojciech Kotlarz, polski pisarz, historyk, historiozof, publicysta
  - Noor, królowa Jordanii
  - Jerzy Rogowski, polski aktor, kaskader
  - Petr Šabach, czeski pisarz (zm. 2017)
- 24 sierpnia:
  - Jeffrey Friedman, amerykański reżyser i producent filmowy
  - Oscar Hijuelos, amerykański pisarz pochodzenia kubańskiego (zm. 2013)
  - Orson Scott Card, amerykański pisarz science-fiction i fantasy
  - Ryszard Zawadzki, polski nauczyciel, samorządowiec, polityk, poseł na Sejm RP
- 25 sierpnia:
  - Krystyna Cencek, polska działaczka związkowa, posłanka na Sejm RP
  - Piotr Cywiński, polski dziennikarz
  - Grażyna Długołęcka, polska aktorka
  - Rino Fisichella, włoski duchowny katolicki, arcybiskup
  - Rob Halford, brytyjski wokalista, członek zespołu Judas Priest
  - Bill Handel, amerykański założyciel Centrum Surrogate i osobowości radiowych AM pochodzenia brazylijskiego
  - Maryla Sitkowska, polska historyk sztuki
- 26 sierpnia:
  - Zbigniew Pacelt, polski pięcioboista nowoczesny, pływak, trener, działacz sportowy, polityk, poseł na Sejm RP (zm. 2021)
  - Edward Witten, amerykański fizyk, matematyk
- 27 sierpnia:
  - Buddy Bell, amerykański baseballista
  - Alfred Janc, polski ekonomista, wykładowca akademicki (zm. 2021)
  - Andrzej Wosiński, polski prawnik, adwokat, sędzia Trybunału Stanu
- 28 sierpnia:
  - Rafał Augustyn, polski kompozytor, krytyk muzyczny
  - Marian Makula, polski satyryk i artysta estradowy
  - Andrzej Rychard, polski socjolog
- 30 sierpnia:
  - Wiesław Banyś, polski filolog romański
  - Timothy Bottoms, amerykański aktor
  - Danny Clark, australijski kolarz szosowy i torowy
  - Jerzy Ciurlok, polski dziennikarz, publicysta, poeta, satyryk oraz działacz regionalny
  - Krzysztof Szuster, polski aktor, prezes ZASP
- 31 sierpnia:
  - Mario Boljat, chorwacki piłkarz (zm. 2024)
  - Sławomir Łosowski, polski muzyk, kompozytor
  - Tymoteusz (Margaritis), grecki biskup prawosławny
  - Aleksiej Uczitiel, rosyjski reżyser filmowy
  - Bronisław Wrocławski, polski aktor
- 1 września – Timothy Zahn, amerykański pisarz science fiction
- 2 września:
  - Nasrollah Abdollahi, irański piłkarz, trener
  - Bernard Bourreau, francuski kolarz szosowy
  - Jim DeMint, amerykański polityk, senator ze stanu Karolina Południowa
  - Mark Harmon, amerykański aktor, reżyser filmowy i telewizyjny
  - Mik Kaminski, brytyjski muzyk, skrzypek, klawiszowiec, członek zespołów: Electric Light Orchestra, ELO Part II(inne języki) i Violinski(inne języki)
  - Marian Piegza, polski historyk, pisarz
  - Osmo Soininvaara, fiński pisarz, polityk
  - Joseph Weiler, amerykański prawnik
- 3 września:
  - Andrzej Bart, polski powieściopisarz, scenarzysta i reżyser
  - Vojislav Mihailović, serbski prawnik, polityk
  - Maithripala Sirisena, lankijski polityk, prezydent Sri Lanki
- 4 września:
  - Tomasz Storożyński, polski koszykarz, trener
  - Jean-Luc Seret, francuski szachista (zm. 2024)
  - Kevin Stacom, amerykański koszykarz
  - Marita Ulvskog, szwedzka polityk
- 5 września:
  - Vilson Ahmeti, albański polityk, premier Albanii
  - Paul Breitner, niemiecki piłkarz
  - Michael Keaton, amerykański aktor
  - Jurij Kowszow, rosyjski jeździec sportowy
- 6 września:
  - Ismaił Abiłow, bułgarski zapaśnik
  - Heinz Busche, niemiecki bobsleista
  - Harald Gimpel, niemiecki kajakarz górski
  - Marek Kalmus, polski filozof, orientalista, tybetolog, wykładowca akademicki, fotografik, wspinacz
  - Zoltán Ribli, węgierski szachista, sędzia i trener szachowy
  - Anna Węgrzyniak, polska polonistka, wykładowczyni akademicka (zm. 2022)
- 7 września:
  - Morris Albert, brazylijski piosenkarz
  - Chrissie Hynde, brytyjska wokalistka, gitarzystka, członkini zespołu The Pretenders
  - Mark Isham, amerykański kompozytor muzyki filmowej
  - Mammootty, indyjski aktor, producent filmowy
  - Piotr Ogrodziński, polski filozof
  - Wojciech Puzyna, polski lekarz położnik i ginekolog
  - Laurent Ulrich, francuski duchowny katolicki, arcybiskup Lille
- 8 września:
  - Tadeusz Czechak, polski muzyk
  - Janusz Danecki, polski duchowny katolicki, biskup pomocniczy Campo Grande w Brazylii (zm. 2024)
  - Franciszek Gągor, polski generał, szef Sztabu Generalnego WP (zm. 2010)
  - Tim Gullikson, amerykański tenisista, trener (zm. 1996)
  - Tom Gullikson, amerykański tenisista, trener
  - Felicja Kinder, polska lekkoatletka, oszczepniczka
  - Béla Markó, rumuński polityk pochodzenia węgierskiego
  - Dezső Ránki, węgierski pianista
- 9 września:
  - Alexander Downer, australijski polityk
  - Zbigniew Głowienka, polski generał
- 10 września:
  - Harry Groener, amerykański aktor
  - Milojka Kolar, słoweńska ekonomistka, polityk
  - Jacek Lipowczan, polski malarz, grafik, scenograf
  - Luc Millecamps, belgijski piłkarz
  - Albert Wynn, amerykański polityk
- 11 września:
  - Lex Drewinski, polsko-niemiecki plakacista, wykładowca akademicki
  - Ryszard Poradowski, polski dziennikarz, reporter, publicysta
- 12 września:
  - Pedro Agramunt, hiszpański polityk (zm. 2024)
  - Bertie Ahern, irlandzki polityk, premier Irlandii
  - Joe Pantoliano, amerykański aktor
- 13 września:
  - Alicja Eksztajn, polska piosenkarka
  - Salva Kiir Mayardit, południowosudański wojskowy, polityk, prezydent Sudanu Południowego
  - Sven-Åke Nilsson, szwedzki kolarz szosowy
  - Eric Ripper, australijski polityk
  - Jean Smart, amerykańska aktorka
  - Fernando Teixeira dos Santos, portugalski ekonomista, polityk
- 14 września:
  - Maria Biolik, polska językoznawczyni, wykładowczyni akademicka
  - Jerzy Dyner, polski elektryk, konstruktor, polityk, poseł na Sejm kontraktowy
  - Duncan Haldane, brytyjski fizyk, laureat Nagrody Nobla
- 15 września:
  - Jan Hamerski, polski polityk, samorządowiec, senator RP
  - Lev Kreft, słoweński polityk
  - Mike McCool, nowozelandzki rugbysta (zm. 2020)
  - Johan Neeskens, holenderski piłkarz (zm. 2024)
  - Halina Rowicka, polska aktorka
- 16 września:
  - René van de Kerkhof, holenderski piłkarz
  - Willy van de Kerkhof, holenderski piłkarz
  - Irena Mazurkiewicz, polska strzelczyni sportowa
  - Cornelius Sim, brunejski duchowny katolicki, kardynał (zm. 2021)
  - Romuald Turkowski, polski historyk
- 17 września:
  - Zbigniew Lewandowski, polski perkusista, kompozytor i aranżer
  - Cassandra Peterson, amerykańska aktorka
  - Sue Reeve, brytyjska lekkoatletka, skoczkini w dal i wieloboistka
- 18 września:
  - Ben Carson, amerykański neurochirurg, dziennikarz, filantrop
  - Christian Lépine, kanadyjski duchowny katolicki, arcybiskup Montrealu
  - Bronisława Ludwichowska, polska lekkoatletka, biegaczka
  - Dee Dee Ramone, amerykański basista, członek zespołu Ramones (zm. 2002)
  - Steven Riddick, amerykański lekkoatleta, sprinter
  - Marek Skrobecki, polski twórca filmów animowanych, reżyser, scenograf
  - Marc Surer, szwajcarski kierowca wyścigowy, komentator telewizyjny
  - Jan Kazimierz Wilk, polski duchowny katolicki, misjonarz, biskup Anápolis w Brazylii
- 19 września:
  - Marianne Adam, niemiecka lekkoatletka, kulomiotka
  - Marie-Anne Chazel, francuska aktorka
  - Alicja Eksztajn, polska piosenkarka
  - Ian Hudghton, szkocki przedsiębiorca, polityk
  - Kazimierz Kmiecik, polski piłkarz, trener
  - Daniel Lanois, kanadyjski muzyk, producent muzyczny
  - Raido Rüütel, estoński kierowca rajdowy i wyścigowy
- 20 września:
  - Jane Barkman, amerykańska pływaczka
  - Anna Legeżyńska, polska historyk i teoretyk literatury, profesor nauk humanistycznych
  - Javier Marías, hiszpański pisarz (zm. 2022)
  - Stanisław Sobański, polski polityk, poseł na Sejm RP
- 21 września:
  - Bruce Arena, amerykański trener piłkarski
  - Jerzy Frołów, polski koszykarz
  - Jesús Galeote Tormo, hiszpański duchowny katolicki, biskup, wikariusz apostolski Camiri
  - Anna Preis, polska fizyk, wykładowca akademicki
  - Antonio de la Torre, meksykański piłkarz (zm. 2021)
  - Mateusz Wyrwich, polski politolog
- 22 września:
  - David Coverdale, brytyjski wokalista, członek zespołów: Deep Purple i Whitesnake
  - Tamāra Dauniene, radziecka koszykarka narodowości łotewskiej, mistrzyni olimpijska
  - Michael Lenihan, irlandzki duchowny katolicki, biskup La Ceiba w Hondurasie
  - Juan Tomás Oliver Climent, hiszpański duchowny katolicki, wikariusz apostolski Requena
  - Patrick Picot, francuski szpadzista
  - Czesław Rolik, polski kontradmirał
  - Lubow Sadczikowa, rosyjska łyżwiarka szybka (zm. 2012)
  - Ryszard Schnepf, polski historyk, polityk, dyplomata
- 23 września:
  - Claude Berrou, francuski informatyk
  - Michał Jach, polski polityk, ekonomista, poseł na Sejm RP
  - Miłko Kałajdżiew, bułgarski piosenkarz
  - Shehbaz Sharif, pakistański polityk
- 24 września:
  - Paweł Birula, polski wokalista, gitarzysta, członek zespołu Exodus
  - Marie-Christine Debourse, francuska lekkoatletka, skoczkini wzwyż i wieloboistka
  - Serge Hercberg, francuski epidemiolog
  - Heinz Hoenig, niemiecki aktor
  - Ibrahim Hassane Mayaki, nigerski polityk, premier Nigru
  - Alfonso Antonio Portillo Cabrera, gwatemalski polityk, prezydent Gwatemali
- 25 września:
  - Gheorghe Brega, mołdawski polityk i lekarz
  - Peter Dvorský, słowacki śpiewak
  - Mark Hamill, amerykański aktor
  - Tomasz Jasiński, polski historyk
  - Bob McAdoo, amerykański koszykarz
- 26 września:
  - Maria Dłużewska, polska dziennikarka, reżyserka i scenarzystka filmowa (zm. 2024)
  - Michał Marusik, polski polityk, europoseł (zm. 2020)
  - Aleksandra Ślusarek, polska działaczka społeczna
  - Włodzimierz Zieliński, polski generał brygady, wykładowca akademicki (zm. 2025)
- 27 września:
  - Geoff Gallop, polityk australijski
  - Wojciech Giertych, polski dominikanin
  - Anthony Laciura, amerykański śpiewak operowy (tenor)
  - Michał Luty, polski inżynier i samorządowiec
  - Paweł Maślanka, polski fizyk, matematyk, wykładowca akademicki
  - Ren Ōsugi, japoński aktor (zm. 2018)
  - Steve Soper, brytyjski kierowca wyścigowy
- 28 września:
  - Władysław Beszterda, polski wioślarz
  - Wiktar Brucki, białoruski inżynier, polityk
  - Bogusław Buszewski, polski chemik, wykładowca akademicki
  - Claire Joanny, francuski polityk
  - Wojciech Kubiak, polski generał
  - Emilia Müller, niemiecka polityk
  - Hyppolite Ramaroson, madagaskarski wiceadmirał, polityk
  - Andrzej Tkocz, polski żużlowiec
- 29 września:
  - Michelle Bachelet, chilijska polityk, dwukrotna prezydent Chile
  - Małgorzata Bednarczyk, polska ekonomistka, wykładowczyni akademicka
  - Pier Luigi Bersani, włoski polityk, minister i eurodeputowany
  - Elżbieta Dmoch, polska wokalistka i flecistka
  - Nina Holmén, fińska lekkoatletka, biegaczka średnio- i długodystansowa
  - Ja’akow Kac, izraelski polityk
- 30 września:
  - Maria Bigoszewska, polska poetka
  - Barry Marshall, australijski lekarz, laureat Nagrody Nobla
- 1 października:
  - Nodar Chaszba, abchaski polityk, premier Abchazji
  - Marek Skomorowski, polski informatyk, inżynier, profesor nauk technicznych
- 2 października:
  - Jicchak Kohen, izraelski polityk
  - Panajotis Kurumblis, grecki polityk
  - Romina Power, amerykańska aktorka, piosenkarka
  - Sting, brytyjski muzyk, wokalista, kompozytor, aktor
  - Witalij Szewczenko, rosyjski piłkarz, trener
- 3 października:
  - Hans Bongartz, niemiecki piłkarz, trener
  - Blaž Kavčič, słoweński polityk i przedsiębiorca
  - Miroslava Kopicová, czeska polityk
  - Keb’ Mo’, amerykański wokalista i gitarzysta bluesowy, autor tekstów
  - Stanisław Sienkiewicz, polski rolnik, polityk, poseł na Sejm RP (zm. 2003)
  - Kathryn Sullivan, amerykańska geolog, astronautka
  - Wesmina Szikowa, bułgarska szachistka
  - István Tóth, węgierski zapaśnik
  - Dave Winfield, amerykański baseballista
- 4 października:
  - Jan Burek, polski samorządowiec, wicemarszałek województwa podkarpackiego
  - Mark Demling, amerykański piłkarz, trener
  - Barbara Rubaszewska, polska lekkoatletka, biegaczka średniodystansowa
- 5 października:
  - Karen Allen, amerykańska aktorka
  - Willie Donachie, szkocki piłkarz, trener
  - Adam Ferency, polski aktor, reżyser teatralny
  - Bob Geldof, irlandzki wokalista, autor tekstów, kompozytor, aktor, działacz społeczny, przedsiębiorca
  - Takao Momiyama, japońsko-szwedzki artysta, teoretyk i praktyk japońskich sztuk walki – iaido, jodo i kendo
  - Leah Poulos, amerykańska łyżwiarka szybka
- 6 października:
  - Kevin Cronin(inne języki), amerykański wokalista i gitarzysta, członek grupy REO Speedwagon
  - Roman Krawczyk, polski ksiądz katolicki
  - Georg Pazderski, niemiecki pułkownik, polityk pochodzenia polskiego
  - Bożena Storożyńska, polska koszykarka
  - Irina Szewczuk, rosyjska aktorka
- 7 października:
  - John Mellencamp, amerykański wokalista, kompozytor muzyki filmowej, aktor, reżyser filmowy
  - (lub 1949) Lilija Szewcowa, rosyjska politolog
- 8 października:
  - Vladimirs Buzajevs, łotewski dziennikarz, polityk pochodzenia rosyjskiego
  - Jutta Haug, niemiecka działaczka samorządowa, polityk, eurodeputowana
- 9 października:
  - Richard Chaves, amerykański aktor
  - Canísio Klaus, brazylijski duchowny katolicki, biskup Sinop
  - Serge Racine, haitański piłkarz
  - Maciej Radziejewski, polski gitarzysta bluesowy, kompozytor
  - Ryszard Rynkowski, polski piosenkarz, kompozytor, pianista, aktor
- 10 października:
  - Jeanette Dimech, hiszpańska piosenkarka
  - Epeli Ganilau, fidżyjski polityk (zm. 2023)
  - Mario Kassar, libańsko-amerykański producent filmowy
  - Zbigniew Moszumański, polski pułkownik, dziennikarz, historyk
  - Dmitrij Swietozarow, rosyjski reżyser i scenarzysta filmowy
- 11 października:
  - Stanisław Bisztyga, polski ekonomista, polityk, senator RP
  - Antonio Fosson, włoski samorządowiec, polityk
  - Jean-Jacques Goldman, francuski piosenkarz, gitarzysta, autor tekstów
  - Vladimir Kasaj, albański reżyser filmowy (zm. 2021)
  - Brad Maule, amerykański aktor
  - Marek Ojrzanowski, polski generał brygady
  - Janina Stępińska, polska kardiolog, profesor nauk medycznych
- 12 października:
  - Obert Mpofu, zimbabwejski polityk
  - Ed Royce, amerykański polityk, kongresman ze stanu Kalifornia
- 13 października – Walter Chełstowski, polski reżyser i producent telewizyjny
- 14 października:
  - Peter Abir Antonisamy, indyjski duchowny katolicki, biskup Sultanpet
  - Aad van den Hoek, holenderski kolarz szosowy
- 15 października:
  - Hani al-Mulki, jordański polityk, premier Jordanii
  - Carlos Lage Dávila, kubański polityk
  - Janusz Kapusta, polski rysownik, malarz i scenograf
  - Abdülkerim Özaydın, turecki historyk
  - Roscoe Tanner, amerykański tenisista
  - Rafajel Wahanian, ormiański szachista
- 16 października:
  - Brenda Eisler, kanadyjska lekkoatletka, skoczkini w dal
  - Walancina Kaczan, białoruska lekarka, polityk
  - Li Ho-pyong, północnokoreański zapaśnik
  - Alan Wheat, amerykański polityk
- 17 października:
  - Annie Borckink, holenderska łyżwiarka szybka
  - Chung Mong-joon, południowokoreański przedsiębiorca, polityk, działacz sportowy
  - Roger Pontare, szwedzki piosenkarz
  - Prabowo Subianto, indonezyjski generał, przedsiębiorca, polityk
- 18 października:
  - Antônio Carlos Altieri, brazylijski duchowny katolicki, arcybiskup Passo Fundo
  - Terry McMillan, amerykańska pisarka
- 19 października:
  - Kurt Schrader, amerykański polityk
  - Pini Szomer, izraelski polityk
- 20 października:
  - Hans-Georg Aschenbach, niemiecki skoczek narciarski
  - Witold Karaś, polski piłkarz, trener
  - Alma Muriel, meksykańska aktorka (zm. 2014)
  - Eliot Pattison, amerykański prawnik, pisarz
  - Claudio Ranieri, włoski piłkarz, trener
- 21 października:
  - Algis Dobravolskas, litewski ekonomista, polityk
  - Janusz Marcinkiewicz, polski immunolog
  - Przemysław Urbańczyk, polski historyk, archeolog
  - Jerome Dhas Varuvel, indyjski duchowny katolicki, biskup Kuzhithurai
- 22 października:
  - Elizabeth Hay, kanadyjska pisarka
  - Roberto Mozzini, włoski piłkarz
  - Marshall Napier, australijski aktor pochodzenia nowozelandzkiego (zm. 2022)
  - Ulla-Maj Wideroos, fińska polityk, ekonomistka, działaczka mniejszości szwedzkiej
- 23 października:
  - Mirosław Bulzacki, polski piłkarz
  - Rafael Cob García, hiszpański duchowny katolicki, wikariusz apostolski Puyo
  - Wiaczesław Czanow, rosyjski piłkarz, bramkarz, trener pochodzenia ukraińskiego
  - Juanjo Dominguez, argentyński gitarzysta klasyczny (zm. 2019)
  - Magdalena Jethon, polska dziennikarka radiowa
  - David Johnson, angielski piłkarz (zm. 2022)
  - Gerd Kische, niemiecki piłkarz
  - Fatmir Sejdiu, albański polityk, prezydent Kosowa
- 24 października – Walter Plaikner, włoski saneczkarz pochodzenia tyrolskiego
- 25 października:
  - Joop Alberda, holenderski trener siatkarski, działacz sportowy
  - Richard Lloyd, amerykański wokalista, gitarzysta, kompozytor
- 26 października:
  - Bootsy Collins, amerykański muzyk funkowy
  - Piotr Jegliński, polski publicysta, działacz opozycji demokratycznej w PRL-u
  - Stefan Mikołajczak, polski polityk, samorządowiec, marszałek województwa wielkopolskiego (zm. 2019)
  - Julian Schnabel, amerykański reżyser, scenarzysta, rzeźbiarz, malarz
- 27 października:
  - Magda Czapińska, polska poetka, autorka tekstów piosenek, reżyserka widowisk estradowych i telewizyjnych
  - K.K. Downing, brytyjski gitarzysta, członek zespołu Judas Priest
  - Ryszard Stadniuk, polski wioślarz
- 28 października:
  - Joachim Fritsche, niemiecki piłkarz
  - Marvin Heemeyer, amerykański przedsiębiorca (zm. 2004)
  - Jerzy Ignaciuk, polski pisarz (zm. 2000)
  - Peter Hitchens, brytyjski konserwatywny dziennikarz i pisarz
  - Aleksandyr Krajczew, bułgarski sztangista
  - Tadeusz Bernard Lewandowski, polski polityk, inżynier, poseł na Sejm RP
- 29 października:
  - Anne Alvaro, francuska aktorka
  - Jacinto Bergmann, brazylijski duchowny katolicki, arcybiskup Pelotas
  - Dirk Kempthorne, amerykański polityk, senator ze stanu Idaho
  - Tiff Needell, brytyjski kierowca wyścigowy, prezenter telewizyjny
- 30 października:
  - Trilok Gurtu, indyjski perkusista, kompozytor
  - Harry Hamlin, amerykański aktor
  - Lech Janiszewski, polski samorządowiec, wicewojewoda świętokrzyski
  - Ada Kostrz-Kostecka, polska dziennikarka i publicystka
  - Frank Pallone, amerykański polityk, kongresman ze stanu New Jersey
- 31 października:
  - Gideon Damti, izraelski piłkarz, trener
  - Włodzimierz Paszyński, polski pedagog
  - Abdoulaye Sarr, senegalski piłkarz, trener
  - Piotr Voelkel, polski przedsiębiorca
  - Sándor Zombori, węgierski piłkarz
- 1 listopada:
  - Badal Choudhury, indyjski polityk
  - Karl-Heinz Granitza, niemiecki piłkarz
  - Andrzej Jakubiak, polski elektronik, profesor nauk technicznych
  - Eustachy (Jewdokimow), rosyjski biskup prawosławny
  - Fabrice Luchini, francuski aktor pochodzenia włoskiego
  - Stelică Morcov, rumuński zapaśnik
  - Wojciech Pijanowski, polski prezenter i producent telewizyjny, szaradzista, autor teleturniejów i łamigłówek
  - Jef Tavernier, belgijski i flamandzki polityk
  - Andrzej Wojtyna, polski ekonomista
- 2 listopada:
  - Kathy Hammond, amerykańska lekkoatletka, sprinterka
  - Lily Jacobs, holenderska polityk
  - Wasilis Lewendis, grecki polityk
  - Jeremy Menuhin, amerykański pianista pochodzenia żydowskiego
- 3 listopada:
  - François Bracci, francuski piłkarz, trener (zm. 2023)
  - Dwight Evans, amerykański baseballista
  - Jan Faktor, czesko-niemiecki pisarz, tłumacz
  - Henryka Januszewska-Stańczyk, polska śpiewaczka i pedagog
- 4 listopada:
  - Traian Băsescu, rumuński polityk, burmistrz Bukaresztu, prezydent Rumunii
  - Paweł Karpiński, polski reżyser, scenarzysta i producent filmowy
  - Algimantas Liubinskas, litewski piłkarz, trener, działacz sportowy
  - Eugenio Torre, filipiński szachista
- 5 listopada:
  - Władimir Kiszkun, rosyjski lekkoatleta, tyczkarz
  - Pierre Mankowski, francuski piłkarz, trener pochodzenia polskiego
  - Elżbieta Płonka, polska polityk, samorządowiec, wicemarszałek województwa lubuskiego, senator, poseł
- 6 listopada:
  - Andrzej Frajndt, polski dziennikarz, wokalista, członek zespołu Partita
  - Simon Conway Morris, brytyjski paleontolog
- 7 listopada:
  - Barbara Czekalla, niemiecka siatkarka
  - Christa Klaß, niemiecka działaczka społeczna i samorządowa, polityk
  - Christo Iliew, bułgarski siatkarz
  - Nela Obarska, polska aktorka, śpiewaczka operetkowa
  - Jim O’Brien, amerykański koszykarz
  - Sorin Oprescu, rumuński chirurg, wykładowca akademicki, samorządowiec, burmistrz Bukaresztu
  - Marek Panas, polski piłkarz ręczny, trener
  - Marián Servátka, słowacki filolog i dyplomata
  - Stefan Sofijanski, bułgarski ekonomista, polityk, samorządowiec, tymczasowy premier Bułgarii, burmistrz Sofii
- 8 listopada:
  - Herson Capri, brazylijski aktor, reżyser i producent filmowy
  - Lech Dziewulski, polski artysta plastyk, projektant, działacz opozycji antykomunistycznej
  - Sándor Gujdár, węgierski piłkarz, bramkarz
  - Wiesław Korek, polski piłkarz, trener
  - François Petit, francuski zawodnik sztuk walki, aktor
  - Andrzej Sobkowiak, polski chemik, wykładowca akademicki
  - Win Myint, birmański polityk, prezydent Birmy
  - Nigel West, brytyjski pisarz, polityk
- 9 listopada:
  - Lou Ferrigno, amerykański kulturysta, aktor pochodzenia włoskiego
  - Małgorzata Fuszara, polska prawnik, socjolog
  - Peter Libasci, amerykański duchowny katolicki, biskup Manchester
  - Dragan Pantelić, serbski piłkarz, bramkarz (zm. 2021)
  - Jacek Romanowski, polski aktor
- 10 listopada:
  - Andrzej Horban, polski lekarz
  - Aleksander Lasoń, polski pianista, kompozytor, dyrygent, pedagog
  - Danilo Medina, dominikański polityk, prezydent Dominikany
  - Aleksandr Winogradow, rosyjski kajakarz, kanadyjkarz
- 11 listopada
  - Sebastian Francis, malezyjski duchowny rzymskokatolicki, biskup Penang, kardynał
  - Bill Moseley, amerykański aktor
- 12 listopada:
  - Barbara Kożusznik, polska psycholożka, profesor nauk humanistycznych[6]
  - Miroslav Krobot, czeski reżyser teatralny, aktor, dramaturg, scenarzysta
  - Dominique Lesage, polski aktor, reżyser teatralny pochodzenia francuskiego
  - Niels Sørensen, duński piłkarz
- 13 listopada – Gheorghe Mulţescu, rumuński piłkarz, trener (zm. 2024)
- 14 listopada:
  - Sandahl Bergman, amerykańska aktorka, tancerka, kaskaderka
  - Stephen Bishop, amerykański piosenkarz, kompozytor, gitarzysta
  - Leszek Cichy, polski himalaista
  - Zhang Yimou, chiński aktor, reżyser, scenarzysta, operator i producent filmowy
- 15 listopada:
  - Aleksandr Bortnikow, rosyjski generał, dyrektor FSB
  - Beverly D’Angelo, amerykańska piosenkarka, aktorka
- 16 listopada:
  - Andrzej Pfitzner, polski elektronik
  - Herb Washington, amerykański lekkoatleta, sprinter, baseballista
- 17 listopada:
  - Jorma Etelälahti, fiński kombinator norweski
  - Werner Hoyer, niemiecki ekonomista, polityk
  - Stephen Root, amerykański aktor
  - Jack Vettriano, szkocki malarz
  - Lazarus You Heung-sik, południowokoreański duchowny rzymskokatolicki
- 18 listopada:
  - Kay Hagan, amerykańska polityk, senator ze stanu Karolina Północna (zm. 2019)
  - Ivan Katalinić, chorwacki piłkarz, bramkarz, trener
  - Dawit Kipiani, gruziński piłkarz, trener (zm. 2001)
- 19 listopada:
  - Gerhard Feige, niemiecki duchowny katolicki, biskup Magdeburga
  - Mihai Ghimpu, mołdawski polityk, p.o. prezydenta Mołdawii
  - Tim Penny, amerykański polityk
  - Enrique Rodríguez, hiszpański bokser (zm. 2022)
  - José Vélez, hiszpański piosenkarz
- 20 listopada:
  - Wolfgang Fiedler, niemiecki polityk
  - Andrzej Iskrzycki, polski hokeista
- 21 listopada:
  - John Neely Kennedy, amerykański polityk, senator ze stanu Luizjana
  - Vlasta Parkanová, czeska polityk
- 22 listopada:
  - Zbigniew Adamczyk, polski polityk, poseł na Sejm I kadencji
  - Bernd Herrmann, niemiecki lekkoatleta, sprinter
  - Kent Nagano, amerykański dyrygent
  - Lidija Semenowa, ukraińska szachistka (zm. 2025)
- 23 listopada:
  - Grzegorz Cybulski, polski lekkoatleta, skoczek w dal
  - Maik Galakos, grecki piłkarz
  - Irynarch (Griezin), rosyjski biskup prawosławny
  - Aaron Norris, amerykański aktor, reżyser i producent filmowy
  - Małgorzata Talarczyk, polska aktorka, pedagog
- 24 listopada:
  - Jurij Kondakow, rosyjski łyżwiarz szybki
  - Ewa Kurek, polska historyk, scenarzystka, reżyserka, pisarka
  - Irena Nalepa, polska profesor nauk medycznych, psychofarmakolog i biochemik
  - Jeffrey Swann, amerykański pianista
  - Ari Tissari, fiński piłkarz (zm. 2023)
- 25 listopada:
  - Charlaine Harris, amerykańska pisarka
  - Arturo Pérez-Reverte, hiszpański pisarz, dziennikarz
  - Johnny Rep, holenderski piłkarz
  - Alan Rough, szkocki piłkarz, bramkarz
  - Janusz Sztyber, polski wokalista, aktor, lektor, tłumacz (zm. 2021)
- 26 listopada:
  - Krzysztof Olszewski, polski inżynier, przedsiębiorca
  - Ilona Staller, włoska aktorka pornograficzna, polityk pochodzenia węgierskiego
- 27 listopada:
  - Bikash Ranjan Bhattacharya, indyjski prawnik, polityk
  - Kathryn Bigelow, amerykańska reżyserka filmowa
  - Dražen Dalipagić, jugosłowiański koszykarz (zm. 2025)
  - Larry Duffy, irlandzki duchowny katolicki, biskup Clogher
  - Stanisław Estreich, polski adwokat, sędzia Trybunału Stanu
  - Ivars Godmanis, łotewski fizyk, polityk, premier Łotwy
  - Leszek Kuk, polski historyk
  - Wojciech Leśniak, polski aktor
  - Wojciech Pestka, polski poeta, prozaik, tłumacz (zm. 2023)
  - Barbara Szcześniak, polska aktorka
- 28 listopada:
  - Ewa Harasimowicz, polska brydżystka
  - Carmen Mähr, austriacka lekkoatletka, płotkarka
  - Barbara Morgan, amerykańska nauczycielka, astronautka
  - Jerzy Pogonowski, polski profesor nauk humanistycznych (zm. 2024)
- 29 listopada:
  - Dan Chandler, amerykański zapaśnik
  - Andrzej Godula, polski kierowca rajdowy i wyścigowy
  - Tonie Marshall, francuska aktorka, reżyserka, scenarzystka i producentka filmowa pochodzenia amerykańskiego (zm. 2020)
  - Izabella Olejnik, polska aktorka
- 30 listopada – Susan Corrock, amerykańska narciarka alpejska
- 1 grudnia:
  - Aleksandyr Aleksandrow, bułgarski kosmonauta
  - Sijka Barbułowa, bułgarska wioślarka
  - Vincenzo Di Mauro, włoski duchowny katolicki, arcybiskup Vigevano
  - Janusz Skalski, polski lekarz
  - Treat Williams, amerykański aktor, reżyser filmowy (zm. 2023)
- 2 grudnia:
  - Zinaida Julea, mołdawska piosenkarka
  - Henryk Majewski, polski polityk, działacz sportowy, minister spraw wewnętrznych
  - József Tóth, węgierski piłkarz (zm. 2022)
- 3 grudnia:
  - Mike Bantom, amerykański koszykarz
  - Jim Brewer, amerykański koszykarz
  - Norm Cox, amerykański projektant interakcji
  - Marek Kłoczko, polski polityk, przedsiębiorca, poseł na Sejm I kadencji
  - Rick Mears, amerykański kierowca wyścigowy
- 4 grudnia:
  - Adam Brincken, polski malarz, rysownik, pedagog
  - Reinhard Eiben, niemiecki kajakarz górski, kanadyjkarz
  - Mick Garris, amerykański reżyser, scenarzysta i producent filmowy
  - Sergiusz (Hensycki), ukraiński biskup prawosławny
  - Siemion Koczer, rosyjski lekkoatleta, sprinter
  - Régis Loisel, francuski twórca komiksów
  - Gary Rossington, amerykański gitarzysta, członek zespołu Lynyrd Skynyrd (zm. 2023)
  - Patricia Wettig, amerykańska aktorka
- 5 grudnia:
  - Herman Ardiansyah, indonezyjski szachista (zm. 2017)
  - Morgan Brittany, amerykańska aktorka
  - Marek Mrówczyński, polski specjalista ochrony roślin, profesor nauk rolniczych
- 6 grudnia:
  - Jill Hammersley, brytyjska tenisistka stołowa
  - Maria Krystyna, belgijska księżniczka
  - Bernard Szweda, polski polityk, poseł na Sejm II i III kadencji
- 7 grudnia:
  - Szymon (Iszunin), rosyjski biskup prawosławny
  - Ewa Mańkowska, polska lekarka, polityk, posłanka na Sejm III kadencji
  - Ryszard Otello, polski duchowny luterański, historyk (zm. 1978)
- 8 grudnia:
  - Sotiraq Bratko, albański aktor
  - Bill Bryson, amerykański pisarz, podróżnik
  - Kirił Dimitrow, bułgarski zapaśnik (zm. 2015)
  - Marijke Djwalapersad, surinamska polityczka
  - Devprasad John Ganawa, indyjski duchowny katolicki, biskup Udaipur
  - Jan Eggum, norweski bard
  - Lars Larsen, duński piłkarz
  - Ham Lini, vanuacki polityk, premier Vanuatu
  - Grzegorz Madejski, polski astronom
  - Terry McDermott, angielski piłkarz, trener
  - Michael McKenna, australijski duchowny katolicki, biskup Bathurst
  - Marian Zdyb, polski prawnik, nauczyciel akademicki, sędzia Trybunału Konstytucyjnego
- 9 grudnia:
  - Ryszard Nycz, polski teoretyk i historyk literatury
  - Efraim Shamir, izraelski muzyk, wokalista
- 10 grudnia – Valdas Vasiliauskas, litewski dziennikarz, publicysta, polityk
- 11 grudnia:
  - Spike Edney, brytyjski muzyk i wokalista rockowy
  - Paweł Jankiewicz, polski polityk, prawnik, senator III kadencji i poseł na Sejm III kadencji
  - Emil Walenty Pływaczewski, polski prawnik, kryminolog
  - Marcin Sławiński, polski reżyser teatralny, aktor
  - Ria Stalman, holenderska lekkoatletka, oszczepniczka
- 12 grudnia:
  - Anatolij Alabjew, rosyjski biathlonista (zm. 2022)
  - Richard Davidson, amerykański psycholog, psychiatra
  - Stefaan De Clerck, belgijski i flamandzki polityk
  - Steven Hawley, amerykański fizyk, astronom, astronauta
  - Joe Sestak, amerykański wiceadmirał, polityk pochodzenia słowackiego
  - Gerardo Tazzer, meksykański jeździec sportowy
- 13 grudnia:
  - Jirō Asada, japoński pisarz
  - Grażyna Gęsicka, polski socjolog, polityk (zm. 2010)
  - Lin Chuan, tajwański polityk, premier Tajwanu
- 14 grudnia:
  - Jan Timman, holenderski szachista
  - Weżdi Raszidow, bułgarski rzeźbiarz, pedagog, polityk pochodzenia tureckiego
  - Celia Weston, amerykańska aktorka
- 15 grudnia:
  - Joe Jordan, szkocki piłkarz, trener
  - Mieczysław Miazga, polski socjolog, urbanista, regionalista
  - Arkadij Rotenberg, rosyjski judoka, trener, działacz sportowy, przedsiębiorca pochodzenia żydowskiego
- 16 grudnia:
  - James Foster, amerykański koszykarz
  - William Crean, irlandzki duchowny katolicki, biskup Cloyne
  - Krystyna Herman, polska polityk, posłanka na Sejm RP
  - Fernando Nobre, portugalski lekarz, działacz społeczny, polityk
  - Wiesław Perzanowski, polski nauczyciel, polityk, senator RP
- 17 grudnia:
  - Sławomir Cytrycki, polski ekonomista, urzędnik państwowy, polityk
  - Tatjana Kazankina, rosyjska lekkoatletka, biegaczka średniodystansowa
  - Zdzisław Nowicki, polski dyplomata, polityk, senator RP (zm. 2006)
- 18 grudnia:
  - Volker Bouffier, niemiecki prawnik, polityk, premier Hesji
  - Bobby Jones, amerykański koszykarz
  - Andy Thomas, australijsko-amerykański astronauta i inżynier
- 19 grudnia:
  - Miguel Bernardo Bianquetti, hiszpański piłkarz
  - Jacques Blaquart, francuski duchowny katolicki, biskup Orleanu
  - Bogumił Brycki, polski chemik, wykładowca akademicki
  - Mirosława Czerny, polska geograf, wykładowczyni akademicka
  - Andrzej Feber, czeski inżynier, samorządowiec, polityk pochodzenia polskiego
  - Zbigniew Hołdys, polski wokalista, muzyk, kompozytor, poeta, dziennikarz, grafik, scenarzysta filmowy, publicysta, były lider zespołu Perfect
  - Ireneusz (Joannidis), grecki biskup prawosławny
  - Gerry McAvoy, irlandzki gitarzysta basowy, członek zespołu Nine Below Zero(inne języki)
  - Alvin E. Roth, amerykański ekonomista, wykładowca akademicki
  - Anette Rückes, niemiecka lekkoatletka, sprinterka
- 20 grudnia:
  - Waldemar Smaszcz, polski historyk literatury, krytyk, eseista, tłumacz
  - Teresa Tomsia, polska poetka, animatorka kultury
- 21 grudnia:
  - Fiorella Bonicelli, urugwajska tenisistka
  - Linda Darling-Hammond, amerykańska pedagog
  - Przemysław Gintrowski, polski piosenkarz, bard, kompozytor (zm. 2012)
  - Henryk Marian Nowak, polski inżynier budownictwa, wykładowca akademicki
  - Steve Perryman, angielski piłkarz
- 22 grudnia:
  - Monique Lehman, polska artystka tkaczka
  - Charles de Lint, kanadyjski pisarz fantasy, muzyk
  - Wasilij Roczew (ur. 1951), rosyjski biegacz narciarski
- 23 grudnia:
  - Victor Rolando Arroyo, kubański dziennikarz opozycyjny
  - Jean Breuer, niemiecki kolarz torowy
  - Quinídio Correia, holenderski lekarz, samorządowiec, polityk, eurodeputowany
  - Bożena Gaj, polska nauczycielka i polityk, posłanka na Sejm I kadencji
  - Włodzimierz Nykiel, polski prawnik, wykładowca akademicki
  - Anthony Phillips, brytyjski pianista i gitarzysta rockowy
  - Thomas Graham Rose, południowoafrykański duchowny katolicki, biskup Dundee
  - Jan Scholten, holenderski homeopata
- 24 grudnia:
  - Jesús Bracamontes, meksykański piłkarz, trener, komentator sportowy
  - Marvin Camel, amerykański bokser pochodzenia indiańskiego
  - Abdualim Gafforow, tadżycki polityk
  - Jerzy Kraska, polski piłkarz, trener
  - Wjaczesław Łeszczuk, ukraiński piłkarz, działacz piłkarski
  - Leon Piasetski, kanadyjski szachista
- 25 grudnia:
  - Kazimierz Chrzanowski, polski polityk, poseł na Sejm RP
  - Conrad Homfeld, amerykański jeździec sportowy
  - Marcel Morabito, francuski prawnik, politolog
  - Adam Topolski, polski piłkarz, trener
  - Aleksandr Wołkow, rosyjski polityk, prezydent Republiki Udmurckiej (zm. 2017)
- 26 grudnia:
  - José Horacio Gómez, amerykański duchowny katolicki pochodzenia meksykańskiego, arcybiskup metropolita Los Angeles
  - Ewa Kuklińska, polska aktorka, tancerka, choreografka
  - Wojciech Misiąg, polski ekonomista, polityk
  - Guido Pozzo, włoski duchowny katolicki, arcybiskup, jałmużnik papieski
  - John Scofield, amerykański gitarzysta jazzowy
  - Tomasz Szwed, polski piosenkarz country i folk
- 27 grudnia:
  - Jan Chmielewski, polski polityk, poseł na Sejm III kadencji
  - Henryk Halkowski, polski historyk, publicysta, tłumacz (zm. 2009)
  - Ernesto Zedillo Ponce de León, meksykański polityk, prezydent Meksyku
- 28 grudnia:
  - Andrzej Bętkowski, polski nauczyciel, samorządowiec, polityk, poseł na Sejm RP
  - Anna Goebel, polska artystka wizualna[7]
  - John Gray, amerykański terapeuta rodzinny, wykładowca, pisarz
  - Mariko Okamoto, japońska siatkarka
  - Antonysamy Susairaj, kambodżański duchowny katolicki, prefekt apostolski Kompong Cham
  - Natalija Witrenko, ukraińska polityk
- 29 grudnia:
  - Nancy Darsch, amerykańska koszykarka, trenerka (zm. 2020)
  - Yvonne Elliman, amerykańska wokalistka, autorka tekstów piosenek, kompozytorka
  - Hilary Green, brytyjska łyżwiarka figurowa
  - Jan Janga-Tomaszewski, polski kompozytor, aktor, wokalista (zm. 2021)
  - Héctor Eduardo Vargas Bastidas, chilijski duchowny katolicki, biskup Temuco (zm. 2022)
- 30 grudnia:
  - Jean-Pierre Bel, francuski samorządowiec, polityk
  - Dariusz Kozakiewicz, polski gitarzysta, członek zespołów: Breakout, Test i Perfect
  - Andrzej Smoliński, polski polityk, poseł na Sejm III kadencji
- 31 grudnia:
  - Andranik Eskandarijan, irański piłkarz pochodzenia ormiańskiego
  - Tom Hamilton, amerykański muzyk, członek zespołu Aerosmith
  - Kenny Roberts, amerykański motocyklista wyścigowy
  - Krystyna Stołecka, polska poetka, pisarka, felietonistka, redaktorka
- data dzienna nieznana: 
  - Aleksander Edelman, polski biochemik, syn Marka Edelmana
  - Lucyna Mirosława Falkowska, polska oceanolog (zm. 2021)
  - Jerzy Kisielewski, polski dziennikarz radiowy i telewizyjny
  - Michał Kłobukowski, polski tłumacz
  - Alicja Maria Kosakowska, polska oceanolog
  - Dorota Kozioł, polska poetka, dziennikarka, pisarka, malarka
  - Marek Grygiel, polski historyk sztuki, fotoedytor „Gazety Wyborczej”, kurator sztuki (fotografia)
  - Krzysztof Koseła, polski socjolog
  - Hanna Machińska, polska prawniczka i nauczycielka akademicka
  - Anna Mikołejko, polska socjolożka religii i kultury, historyk idei
  - Czesław Osękowski, polski historyk
  - Piotr Pytlakowski, polski dziennikarz i scenarzysta (zm. 2024)
  - Laurent Sagart, francuski językoznawca i sinolog
  - Jakub Wacławek, polski architekt

## Nagrody Nobla
- z fizyki – John Cockcroft, Ernest Walton
- z chemii – Edwin McMillan, Glenn Theodore Seaborg
- z medycyny – Max Theiler
- z literatury – Pär Fabian Lagerkvist
- nagroda pokojowa – Léon Jouhaux

## Święta ruchome
- Tłusty czwartek: 1 lutego
- Ostatki: 6 lutego
- Popielec: 7 lutego
- Niedziela Palmowa: 18 marca
- Wielki Czwartek: 22 marca
- Pamiątka śmierci Jezusa Chrystusa: 23 marca
- Wielki Piątek: 23 marca
- Wielka Sobota: 24 marca
- Wielkanoc: 25 marca
- Poniedziałek Wielkanocny: 26 marca
- Wniebowstąpienie Pańskie: 3 maja
- Zesłanie Ducha Świętego: 13 maja
- Boże Ciało: 24 maja